# Nội các Joe Biden
Joe Biden nhậm chức Tổng thống Hoa Kỳ vào ngày 20 tháng 1 năm 2021. Tổng thống có quyền đề cử các thành viên trong Nội các của mình lên Thượng viện Hoa Kỳ để phê chuẩn theo Hiến pháp Hoa Kỳ.
Trước khi được phê chuẩn trong các phiên điều trần của quốc hội, một thành viên cấp cao của một bộ hành chính liên bang nhận thẩm quyền trở thành quyền bộ trưởng bộ đó trước khi được phê chuẩn. Việc thành lập Nội các là một phần của quá trình chuyển giao quyền lực sau cuộc bầu cử tổng thống Hoa Kỳ năm 2020.
Ngoài 15 người đứng đầu các cơ quan hành pháp, có chín quan chức cấp Nội các. Biden đã thay đổi cấu trúc nội các của mình, thăng chức chủ tịch Hội đồng Tư vấn Kinh tế, giám đốc Văn phòng Chính sách Khoa học và Công nghệ  và đại sứ tại Liên Hợp Quốc lên cấp Nội các. Biden giáng chức Giám đốc Cơ quan Tình báo Trung ương khỏi Nội các của mình.
Sự phê chuẩn đã xảy ra với tốc độ chậm nhất so với bất kỳ nội các tổng thống nào trong lịch sử đương đại do sự chậm trễ trong việc tạo điều kiện thuận lợi cho quá trình chuyển giao quyền lực có trật tự, thông qua nghị quyết tổ chức để quản lý một Thượng viện chia đều sau cuộc bầu cử Thượng viện Hoa Kỳ cuối 2020– đầu 2021 và cuộc luận tội thứ hai của Donald Trump. Vào tháng 3 năm 2021, sự gia tăng trong nửa đầu tháng đã mang lại những phê chuẩn gần với tốc độ thông thường. Biden là tổng thống đầu tiên kể từ Ronald Reagan vào năm 1981 có tất cả các ứng cử viên bộ trưởng Nội các ban đầu của ông được phê chuẩn vào các chức vụ của họ. So với nội các của những người tiền nhiệm, nội các ông được xem là đại diện nhiều thành phần dân tộc và giới tính hơn. Số phụ nữ được Biden đề cử vào các chức vụ bộ trưởng là con số kỷ lục, với 5 trong 15 người, chưa kể cả Phó tổng thống Kamala Harris.
Bài viết này ghi lại quá trình phê chuẩn cho các ứng cử viên Nội các của chính quyền Joe Biden. Chúng được liệt kê theo thứ tự ưu tiên của Hoa Kỳ.

## Thành viên hiện tại
Tất cả các thành viên thường trực của Nội các Hoa Kỳ với tư cách là người đứng đầu các bộ hành pháp cần có sự tư vấn và đồng ý của Thượng viện Hoa Kỳ sau khi tổng thống bổ nhiệm trước khi nhậm chức. Duy nhất chỉ Phó Tổng thống được bầu qua một cuộc bầu cử cùng tổng thống theo Hiến pháp Hoa Kỳ. Tổng thống cũng có thể chỉ định người đứng đầu các cơ quan khác và các thành viên không được Thượng viện phê chuẩn của Văn phòng điều hành của Tổng thống làm thành viên cấp Nội các. Nội các gặp mặt trong Phòng Nội các, một phòng liền kề với Phòng Bầu dục.

Những người sau đây đã được tổng thống Hoa Kỳ bổ nhiệm vào Nội các.
| Nội các của Tổng thống Joe Biden | Nội các của Tổng thống Joe Biden                                                | Nội các của Tổng thống Joe Biden | Nội các của Tổng thống Joe Biden                                                                         | Nội các của Tổng thống Joe Biden |
| --- | ------------------------------------------------------------------------------- | --- | --- | -------------------------------- |
| Chức vụ được bầu, và không dựa theo sự tín nhiệm của Tổng thống (so với tất cả thành viên Nội các còn lại) Chức vụ được phê chuẩn bởi Thượng viện Chức vụ giữ vai trò quyền Chức vụ bổ nhiệm mà không cần Thượng viện phê chuẩn |                                                                                 | | |                                  |
| Chức vụ Ngày Đề cử / Nhậm chức | Người giữ chức vụ                                                               | Chức vụ Ngày Đề cử / Nhậm chức | Người giữ chức vụ                                                                                        |                                  |
| Phó Tổng thống Đề cử 11/8/2020 Thắng cử 3/11/2020 Nhậm chức 20/1/2021 | Cựu Thượng nghị sĩ Kamala Harris từ California                                  | Bộ trưởng Bộ Ngoại giao Đề cử 23/11/2020 Nhậm chức 26/1/2021                                                                                           | Cựu Thứ trưởng Antony Blinken từ New York                                                                |                                  |
| Bộ trưởng Bộ Ngân khố Đề cử 30/11/2020 Nhậm chức 26/1/2021 | Cựu Chủ tịch FED Janet Yellen từ California                                     | Bộ trưởng Bộ Quốc phòng Đề cử 8/12/2020 Nhậm chức 22/1/2021                                                                                            | Đại tướng về hưu Lloyd Austin từ Georgia                                                                 |                                  |
| Bộ trưởng Bộ Tư pháp Đề cử 7/1/2021 Nhậm chức 11/3/2021 | Cựu Thẩm phán Vùng Merrick Garland từ Maryland                                  | Bộ trưởng Bộ Nội vụ Đề cử 17/12/2020 Nhậm chức 16/3/2021                                                                                               | Cựu Dân biểu Deb Haaland từ New Mexico                                                                   |                                  |
| Bộ trưởng Bộ Nông nghiệp Đề cử 10/12/2020 Nhậm chức 24/2/2021 | Cựu Bộ trưởng Tom Vilsack từ Iowa                                               | Bộ trưởng Bộ Thương mại Đề cử 7/1/2021 Nhậm chức 3/3/2021                                                                                              | Cựu Thống đốc Gina Raimondo từ Rhode Island                                                              |                                  |
| Bộ trưởng Bộ Lao động Đề cử 7/1/2021 Nhậm chức 23/3/2021 | Cựu Thị trưởng Marty Walsh từ Massachusetts                                     | Bộ trưởng Bộ Y tế và Dịch vụ nhân sinh Đề cử 7/12/2020 Nhậm chức 19/3/2021                                                                             | Cựu Tổng chưởng lý Calif. Xavier Becerra từ California                                                   |                                  |
| Bộ trưởng Bộ Gia cư và Phát triển đô thị Đề cử 10/12/2020 Nhậm chức 10/3/2021 | Cựu Dân biểu Marcia Fudge từ Ohio                                               | Bộ trưởng Bộ Giao thông Đề cử 15/12/2020 Nhậm chức 3/2/2021                                                                                            | Cựu Thị trưởng Pete Buttigieg từ Indiana                                                                 |                                  |
| Bộ trưởng Bộ Năng lượng Đề cử 17/12/2020 Nhậm chức 25/2/2021 | Cựu Thống đốc Jennifer Granholm từ Michigan                                     | Bộ trưởng Bộ Giáo dục Đề cử 22/12/2020 Nhậm chức 2/3/2021                                                                                              | Cựu Ủy viên Giáo dục Miguel Cardona từ Connecticut                                                       |                                  |
| Bộ trưởng Bộ Cựu chiến binh Đề cử 10/12/2020 Nhậm chức 9/2/2021 | Cựu COS Nhà Trắng Denis McDonough từ Maryland                                   | Bộ trưởng Bộ An ninh Nội địa Đề cử 23/11/2020 Nhậm chức 2/2/2021                                                                                       | Cựu Thứ trưởng Alejandro Mayorkas từ D.C.                                                                |                                  |
| Thành viên cấp Nội các |                                                                                 | | |                                  |
| Chức vụ Ngày Đề cử / Nhậm chức | Người giữ chức vụ                                                               | Chức vụ Ngày Đề cử / Nhậm chức | Người giữ chức vụ                                                                                        |                                  |
| Quản lý Cơ quan Bảo vệ Môi trường Đề cử 17/12/2020 Nhậm chức 11/3/2021 | Cựu Bộ trưởng NCDEQ Michael S. Regan từ North Carolina                          | Giám đốc Cục Quản lý Hành chính và Ngân sách Đề cử 2/3/2021 Nhậm chức 24/3/2021 (Quyền & Phó Giám đốc) Đề cử 24/11/2021 Nhậm chức 17/3/2022 (Giám đốc) | Cựu Phó Giám đốc Shalanda Young từ Louisiana                                                             |                                  |
| Giám đốc Tình báo quốc gia Đề cử 23/11/2020 Nhậm chức 21/1/2021 | Phó NSA Avril Haines từ New York                                                | Đại diện Thương mại Đề cử 10/12/2020 Nhậm chức 18/3/2021                                                                                               | Cựu Cố vấn Thương mại trưởng Ủy ban Cách thức và Phương tiện Hạ viện Katherine Tai từ D.C.               |                                  |
| Đại sứ tại Liên Hợp Quốc Đề cử 23/11/2020 Nhậm chức 25/2/2021 | Cựu Thư ký Ngoại trưởng về vấn đề Châu Phi Linda Thomas-Greenfield từ Louisiana | Chủ tịch Hội đồng Cố vấn Kinh tế Đề cử 30/11/2020 Nhậm chức 12/3/2021                                                                                  | Cựu Hiệu trưởng Trường Quan hệ Quốc tế và Công vụ Princeton Cecilia Rouse từ New Jersey                  |                                  |
| Quản lý Cơ quan Doanh nghiệp nhỏ Đề cử 7/1/2021 Nhậm chức 17/3/2021 | Cựu Giám đốc Văn phòng Biện hộ Doanh nghiệp nhỏ Isabel Guzman từ California     | Giám đốc Văn phòng Chính sách Khoa học và Công nghệ Đề cử 17/2/2022 Nhậm chức 18/2/2022                                                                | Phó Giám đốc Văn phòng Chính sách Khoa học và Công nghệ về Khoa học và Xã hội Alondra Nelson từ Maryland |                                  |
| Chánh Văn phòng Nhà Trắng Đề cử 12/11/2020 Nhậm chức 20/1/2021 | Cựu Tham mưu trưởng cho Phó Tổng thống Ron Klain từ Indiana                     | | |                                  |

## Quy trình phê chuẩn
Dưới đây là danh sách phê chuẩn cho các vị trí Nội các, các vị trí cấp Nội các và các vị trí quan trọng khác đã được Thượng viện phê chuẩn từ tháng 1 năm 2021 trở đi, bằng một cuộc bỏ phiếu điểm danh được ghi lại, chứ không phải bằng một cuộc bỏ phiếu giọng nói.

### Phiếu phê chuẩn
| Bang           | Thượng nghị sĩ         | Đảng | 20/1/2021 Avril Haines Tình báo 84–10 | 22/1/2021 Lloyd Austin Q.phòng 93–2 | 25/1/2021 Janet Yellen Ngân khố 84–15 | 26/1/2021 Antony Blinken Ngoại giao 78–22 | 2/2/2021 Pete Buttigieg G.thông 86–13 | 2/2/2021 Alejandro Mayorkas Nội an 56–43 | 8/2/2021 Denis McDonough Cựu CB 87–7 | 23/2/2021 Linda Greenfield Đại sứ LHQ 78–20 |
| -------------- | ---------------------- | ---- | ------------------------------------- | ----------------------------------- | ------------------------------------- | ----------------------------------------- | ------------------------------------- | ---------------------------------------- | ------------------------------------ | ------------------------------------------- |
| Alabama        | Richard Shelby         | R    | Đồng ý                                | Đồng ý                              | Phản đối                              | Phản đối                                  | Phản đối                              | Phản đối                                 | Đồng ý                               | Phản đối                                    |
| Alabama        | Tommy Tuberville       | R    | Đồng ý                                | Đồng ý                              | Phản đối                              | Phản đối                                  | Phản đối                              | Phản đối                                 | Đồng ý                               | Phản đối                                    |
| Alaska         | Lisa Murkowski         | R    | Đồng ý                                | Đồng ý                              | Đồng ý                                | Đồng ý                                    | Đồng ý                                | Đồng ý                                   | Đồng ý                               | Đồng ý                                      |
| Alaska         | Dan Sullivan           | R    | Đồng ý                                | Đồng ý                              | Phản đối                              | Đồng ý                                    | Đồng ý                                | Đồng ý                                   | Đồng ý                               | Đồng ý                                      |
| Arizona        | Kyrsten Sinema         | D    | Đồng ý                                | Đồng ý                              | Đồng ý                                | Đồng ý                                    | Đồng ý                                | Đồng ý                                   | Đồng ý                               | Đồng ý                                      |
| Arizona        | Mark Kelly             | D    | Đồng ý                                | Đồng ý                              | Đồng ý                                | Đồng ý                                    | Đồng ý                                | Đồng ý                                   | Đồng ý                               | Đồng ý                                      |
| Arkansas       | John Boozman           | R    | Đồng ý                                | Đồng ý                              | Phản đối                              | Phản đối                                  | Đồng ý                                | Phản đối                                 | Đồng ý                               | Đồng ý                                      |
| Arkansas       | Tom Cotton             | R    | Đồng ý                                | Đồng ý                              | Phản đối                              | Phản đối                                  | Phản đối                              | Phản đối                                 | Phản đối                             | Phản đối                                    |
| California     | Dianne Feinstein       | D    | Đồng ý                                | Đồng ý                              | Đồng ý                                | Đồng ý                                    | Đồng ý                                | Đồng ý                                   | Đồng ý                               | Đồng ý                                      |
| California     | Alex Padilla           | D    | Đồng ý                                | Đồng ý                              | Đồng ý                                | Đồng ý                                    | Đồng ý                                | Đồng ý                                   | Đồng ý                               | Đồng ý                                      |
| Colorado       | Michael Bennet         | D    | Đồng ý                                | Đồng ý                              | Đồng ý                                | Đồng ý                                    | Đồng ý                                | Đồng ý                                   | Đồng ý                               | Đồng ý                                      |
| Colorado       | John Hickenlooper      | D    | Đồng ý                                | Đồng ý                              | Đồng ý                                | Đồng ý                                    | Đồng ý                                | Đồng ý                                   | Đồng ý                               | Đồng ý                                      |
| Connecticut    | Richard Blumenthal     | D    | Đồng ý                                | Đồng ý                              | Đồng ý                                | Đồng ý                                    | Đồng ý                                | Đồng ý                                   | Đồng ý                               | Đồng ý                                      |
| Connecticut    | Chris Murphy           | D    | Đồng ý                                | Đồng ý                              | Đồng ý                                | Đồng ý                                    | Đồng ý                                | Đồng ý                                   | Đồng ý                               | Đồng ý                                      |
| Delaware       | Tom Carper             | D    | Đồng ý                                | Đồng ý                              | Đồng ý                                | Đồng ý                                    | Đồng ý                                | Đồng ý                                   | Đồng ý                               | Đồng ý                                      |
| Delaware       | Chris Coons            | D    | Đồng ý                                | Đồng ý                              | Đồng ý                                | Đồng ý                                    | Đồng ý                                | Đồng ý                                   | Đồng ý                               | Đồng ý                                      |
| Florida        | Marco Rubio            | R    | Đồng ý                                | Đồng ý                              | Không BP                              | Đồng ý                                    | Phản đối                              | Phản đối                                 | Đồng ý                               | Phản đối                                    |
| Florida        | Rick Scott             | R    | Đồng ý                                | Đồng ý                              | Phản đối                              | Phản đối                                  | Phản đối                              | Phản đối                                 | Phản đối                             | Phản đối                                    |
| Georgia        | Jon Ossoff             | D    | Đồng ý                                | Đồng ý                              | Đồng ý                                | Đồng ý                                    | Đồng ý                                | Đồng ý                                   | Đồng ý                               | Đồng ý                                      |
| Georgia        | Raphael Warnock        | D    | Đồng ý                                | Đồng ý                              | Đồng ý                                | Đồng ý                                    | Đồng ý                                | Đồng ý                                   | Đồng ý                               | Đồng ý                                      |
| Hawaii         | Brian Schatz           | D    | Đồng ý                                | Đồng ý                              | Đồng ý                                | Đồng ý                                    | Đồng ý                                | Đồng ý                                   | Đồng ý                               | Đồng ý                                      |
| Hawaii         | Mazie Hirono           | D    | Đồng ý                                | Đồng ý                              | Đồng ý                                | Đồng ý                                    | Đồng ý                                | Đồng ý                                   | Đồng ý                               | Đồng ý                                      |
| Idaho          | Mike Crapo             | R    | Không BP                              | Đồng ý                              | Đồng ý                                | Đồng ý                                    | Đồng ý                                | Phản đối                                 | Đồng ý                               | Đồng ý                                      |
| Idaho          | Jim Risch              | R    | Phản đối                              | Đồng ý                              | Phản đối                              | Đồng ý                                    | Đồng ý                                | Phản đối                                 | Đồng ý                               | Đồng ý                                      |
| Illinois       | Dick Durbin            | D    | Đồng ý                                | Đồng ý                              | Đồng ý                                | Đồng ý                                    | Đồng ý                                | Đồng ý                                   | Đồng ý                               | Đồng ý                                      |
| Illinois       | Tammy Duckworth        | D    | Đồng ý                                | Đồng ý                              | Đồng ý                                | Đồng ý                                    | Đồng ý                                | Đồng ý                                   | Đồng ý                               | Đồng ý                                      |
| Indiana        | Todd Young             | R    | Đồng ý                                | Đồng ý                              | Đồng ý                                | Đồng ý                                    | Đồng ý                                | Phản đối                                 | Đồng ý                               | Đồng ý                                      |
| Indiana        | Mike Braun             | R    | Phản đối                              | Đồng ý                              | Đồng ý                                | Phản đối                                  | Đồng ý                                | Phản đối                                 | Đồng ý                               | Phản đối                                    |
| Iowa           | Chuck Grassley         | R    | Đồng ý                                | Đồng ý                              | Đồng ý                                | Đồng ý                                    | Đồng ý                                | Phản đối                                 | Đồng ý                               | Phản đối                                    |
| Iowa           | Joni Ernst             | R    | Phản đối                              | Đồng ý                              | Đồng ý                                | Phản đối                                  | Đồng ý                                | Phản đối                                 | Phản đối                             | Phản đối                                    |
| Kansas         | Jerry Moran            | R    | Đồng ý                                | Không BP                            | Đồng ý                                | Đồng ý                                    | Đồng ý                                | Phản đối                                 | Không BP                             | Đồng ý                                      |
| Kansas         | Roger Marshall         | R    | Phản đối                              | Đồng ý                              | Đồng ý                                | Phản đối                                  | Phản đối                              | Phản đối                                 | Phản đối                             | Phản đối                                    |
| Kentucky       | Mitch McConnell        | R    | Đồng ý                                | Đồng ý                              | Đồng ý                                | Đồng ý                                    | Đồng ý                                | Phản đối                                 | Đồng ý                               | Đồng ý                                      |
| Kentucky       | Rand Paul              | R    | Phản đối                              | Đồng ý                              | Phản đối                              | Phản đối                                  | Đồng ý                                | Phản đối                                 | Không BP                             | Không BP                                    |
| Louisiana      | Bill Cassidy           | R    | Đồng ý                                | Đồng ý                              | Đồng ý                                | Phản đối                                  | Phản đối                              | Phản đối                                 | Đồng ý                               | Đồng ý                                      |
| Louisiana      | John Neely Kennedy     | R    | Đồng ý                                | Đồng ý                              | Đồng ý                                | Phản đối                                  | Đồng ý                                | Phản đối                                 | Đồng ý                               | Đồng ý                                      |
| Maine          | Susan Collins          | R    | Đồng ý                                | Đồng ý                              | Đồng ý                                | Đồng ý                                    | Đồng ý                                | Đồng ý                                   | Đồng ý                               | Đồng ý                                      |
| Maine          | Angus King             | I-D  | Đồng ý                                | Đồng ý                              | Đồng ý                                | Đồng ý                                    | Đồng ý                                | Đồng ý                                   | Đồng ý                               | Đồng ý                                      |
| Maryland       | Ben Cardin             | D    | Đồng ý                                | Đồng ý                              | Đồng ý                                | Đồng ý                                    | Đồng ý                                | Đồng ý                                   | Đồng ý                               | Đồng ý                                      |
| Maryland       | Chris Van Hollen       | D    | Đồng ý                                | Đồng ý                              | Đồng ý                                | Đồng ý                                    | Đồng ý                                | Đồng ý                                   | Đồng ý                               | Đồng ý                                      |
| Massachusetts  | Elizabeth Warren       | D    | Đồng ý                                | Đồng ý                              | Đồng ý                                | Đồng ý                                    | Đồng ý                                | Đồng ý                                   | Đồng ý                               | Đồng ý                                      |
| Massachusetts  | Ed Markey              | D    | Đồng ý                                | Đồng ý                              | Đồng ý                                | Đồng ý                                    | Đồng ý                                | Đồng ý                                   | Đồng ý                               | Đồng ý                                      |
| Michigan       | Debbie Stabenow        | D    | Đồng ý                                | Đồng ý                              | Đồng ý                                | Đồng ý                                    | Đồng ý                                | Đồng ý                                   | Đồng ý                               | Đồng ý                                      |
| Michigan       | Gary Peters            | D    | Đồng ý                                | Đồng ý                              | Đồng ý                                | Đồng ý                                    | Đồng ý                                | Đồng ý                                   | Đồng ý                               | Đồng ý                                      |
| Minnesota      | Amy Klobuchar          | D    | Đồng ý                                | Đồng ý                              | Đồng ý                                | Đồng ý                                    | Đồng ý                                | Đồng ý                                   | Đồng ý                               | Đồng ý                                      |
| Minnesota      | Tina Smith             | D    | Đồng ý                                | Đồng ý                              | Đồng ý                                | Đồng ý                                    | Đồng ý                                | Đồng ý                                   | Đồng ý                               | Đồng ý                                      |
| Mississippi    | Roger Wicker           | R    | Đồng ý                                | Đồng ý                              | Đồng ý                                | Đồng ý                                    | Đồng ý                                | Phản đối                                 | Đồng ý                               | Đồng ý                                      |
| Mississippi    | Cindy Hyde-Smith       | R    | Đồng ý                                | Không BP                            | Đồng ý                                | Đồng ý                                    | Đồng ý                                | Phản đối                                 | Đồng ý                               | Đồng ý                                      |
| Missouri       | Roy Blunt              | R    | Đồng ý                                | Đồng ý                              | Đồng ý                                | Đồng ý                                    | Đồng ý                                | Phản đối                                 | Đồng ý                               | Đồng ý                                      |
| Missouri       | Josh Hawley            | R    | Phản đối                              | Phản đối                            | Phản đối                              | Phản đối                                  | Phản đối                              | Phản đối                                 | Phản đối                             | Phản đối                                    |
| Montana        | Jon Tester             | D    | Đồng ý                                | Đồng ý                              | Đồng ý                                | Đồng ý                                    | Đồng ý                                | Đồng ý                                   | Đồng ý                               | Đồng ý                                      |
| Montana        | Steve Daines           | R    | Đồng ý                                | Đồng ý                              | Đồng ý                                | Phản đối                                  | Đồng ý                                | Phản đối                                 | Đồng ý                               | Phản đối                                    |
| Nebraska       | Deb Fischer            | R    | Đồng ý                                | Đồng ý                              | Đồng ý                                | Đồng ý                                    | Đồng ý                                | Phản đối                                 | Đồng ý                               | Đồng ý                                      |
| Nebraska       | Ben Sasse              | R    | Đồng ý                                | Đồng ý                              | Đồng ý                                | Đồng ý                                    | Đồng ý                                | Phản đối                                 | Đồng ý                               | Phản đối                                    |
| Nevada         | Catherine Cortez Masto | D    | Đồng ý                                | Đồng ý                              | Đồng ý                                | Đồng ý                                    | Đồng ý                                | Đồng ý                                   | Đồng ý                               | Đồng ý                                      |
| Nevada         | Jacky Rosen            | D    | Đồng ý                                | Đồng ý                              | Đồng ý                                | Đồng ý                                    | Đồng ý                                | Đồng ý                                   | Đồng ý                               | Đồng ý                                      |
| New Hampshire  | Jeanne Shaheen         | D    | Đồng ý                                | Đồng ý                              | Đồng ý                                | Đồng ý                                    | Đồng ý                                | Đồng ý                                   | Đồng ý                               | Đồng ý                                      |
| New Hampshire  | Maggie Hassan          | D    | Đồng ý                                | Đồng ý                              | Đồng ý                                | Đồng ý                                    | Đồng ý                                | Đồng ý                                   | Đồng ý                               | Đồng ý                                      |
| New Jersey     | Bob Menendez           | D    | Đồng ý                                | Đồng ý                              | Đồng ý                                | Đồng ý                                    | Đồng ý                                | Đồng ý                                   | Đồng ý                               | Đồng ý                                      |
| New Jersey     | Cory Booker            | D    | Đồng ý                                | Đồng ý                              | Đồng ý                                | Đồng ý                                    | Đồng ý                                | Đồng ý                                   | Đồng ý                               | Đồng ý                                      |
| New Mexico     | Martin Heinrich        | D    | Đồng ý                                | Đồng ý                              | Đồng ý                                | Đồng ý                                    | Đồng ý                                | Đồng ý                                   | Đồng ý                               | Đồng ý                                      |
| New Mexico     | Ben Ray Luján          | D    | Đồng ý                                | Đồng ý                              | Đồng ý                                | Đồng ý                                    | Đồng ý                                | Đồng ý                                   | Đồng ý                               | Đồng ý                                      |
| New York       | Chuck Schumer          | D    | Đồng ý                                | Đồng ý                              | Đồng ý                                | Đồng ý                                    | Đồng ý                                | Đồng ý                                   | Đồng ý                               | Đồng ý                                      |
| New York       | Kirsten Gillibrand     | D    | Đồng ý                                | Đồng ý                              | Đồng ý                                | Đồng ý                                    | Đồng ý                                | Đồng ý                                   | Đồng ý                               | Đồng ý                                      |
| North Carolina | Richard Burr           | R    | Đồng ý                                | Không BP                            | Đồng ý                                | Đồng ý                                    | Đồng ý                                | Phản đối                                 | Không BP                             | Đồng ý                                      |
| North Carolina | Thom Tillis            | R    | Không BP                              | Không BP                            | Đồng ý                                | Đồng ý                                    | Đồng ý                                | Phản đối                                 | Đồng ý                               | Đồng ý                                      |
| North Dakota   | John Hoeven            | R    | Đồng ý                                | Đồng ý                              | Phản đối                              | Phản đối                                  | Đồng ý                                | Phản đối                                 | Đồng ý                               | Phản đối                                    |
| North Dakota   | Kevin Cramer           | R    | Đồng ý                                | Đồng ý                              | Phản đối                              | Phản đối                                  | Đồng ý                                | Phản đối                                 | Đồng ý                               | Phản đối                                    |
| Ohio           | Sherrod Brown          | D    | Không BP                              | Đồng ý                              | Đồng ý                                | Đồng ý                                    | Đồng ý                                | Đồng ý                                   | Đồng ý                               | Đồng ý                                      |
| Ohio           | Rob Portman            | R    | Đồng ý                                | Đồng ý                              | Đồng ý                                | Đồng ý                                    | Đồng ý                                | Đồng ý                                   | Đồng ý                               | Đồng ý                                      |
| Oklahoma       | Jim Inhofe             | R    | Đồng ý                                | Đồng ý                              | Đồng ý                                | Đồng ý                                    | Đồng ý                                | Phản đối                                 | Không BP                             | Đồng ý                                      |
| Oklahoma       | James Lankford         | R    | Đồng ý                                | Đồng ý                              | Đồng ý                                | Phản đối                                  | Phản đối                              | Phản đối                                 | Đồng ý                               | Phản đối                                    |
| Oregon         | Ron Wyden              | D    | Đồng ý                                | Đồng ý                              | Đồng ý                                | Đồng ý                                    | Đồng ý                                | Đồng ý                                   | Đồng ý                               | Đồng ý                                      |
| Oregon         | Jeff Merkley           | D    | Đồng ý                                | Đồng ý                              | Đồng ý                                | Đồng ý                                    | Đồng ý                                | Đồng ý                                   | Đồng ý                               | Đồng ý                                      |
| Pennsylvania   | Bob Casey Jr.          | D    | Đồng ý                                | Đồng ý                              | Đồng ý                                | Đồng ý                                    | Đồng ý                                | Đồng ý                                   | Đồng ý                               | Đồng ý                                      |
| Pennsylvania   | Pat Toomey             | R    | Không BP                              | Đồng ý                              | Đồng ý                                | Đồng ý                                    | Không BP                              | Không BP                                 | Không BP                             | Không BP                                    |
| Rhode Island   | Jack Reed              | D    | Đồng ý                                | Đồng ý                              | Đồng ý                                | Đồng ý                                    | Đồng ý                                | Đồng ý                                   | Đồng ý                               | Đồng ý                                      |
| Rhode Island   | Sheldon Whitehouse     | D    | Không BP                              | Đồng ý                              | Đồng ý                                | Đồng ý                                    | Đồng ý                                | Đồng ý                                   | Đồng ý                               | Đồng ý                                      |
| South Carolina | Lindsey Graham         | R    | Đồng ý                                | Đồng ý                              | Đồng ý                                | Đồng ý                                    | Đồng ý                                | Phản đối                                 | Đồng ý                               | Đồng ý                                      |
| South Carolina | Tim Scott              | R    | Không BP                              | Đồng ý                              | Đồng ý                                | Phản đối                                  | Phản đối                              | Phản đối                                 | Đồng ý                               | Phản đối                                    |
| South Dakota   | John Thune             | R    | Đồng ý                                | Đồng ý                              | Đồng ý                                | Đồng ý                                    | Đồng ý                                | Phản đối                                 | Đồng ý                               | Đồng ý                                      |
| South Dakota   | Mike Rounds            | R    | Đồng ý                                | Đồng ý                              | Đồng ý                                | Đồng ý                                    | Đồng ý                                | Phản đối                                 | Đồng ý                               | Đồng ý                                      |
| Tennessee      | Marsha Blackburn       | R    | Phản đối                              | Đồng ý                              | Phản đối                              | Phản đối                                  | Phản đối                              | Phản đối                                 | Đồng ý                               | Phản đối                                    |
| Tennessee      | Bill Hagerty           | R    | Phản đối                              | Đồng ý                              | Đồng ý                                | Đồng ý                                    | Phản đối                              | Phản đối                                 | Phản đối                             | Phản đối                                    |
| Texas          | John Cornyn            | R    | Đồng ý                                | Đồng ý                              | Đồng ý                                | Đồng ý                                    | Đồng ý                                | Phản đối                                 | Đồng ý                               | Đồng ý                                      |
| Texas          | Ted Cruz               | R    | Phản đối                              | Đồng ý                              | Phản đối                              | Phản đối                                  | Phản đối                              | Phản đối                                 | Phản đối                             | Phản đối                                    |
| Utah           | Mike Lee               | R    | Phản đối                              | Phản đối                            | Phản đối                              | Phản đối                                  | Đồng ý                                | Phản đối                                 | Đồng ý                               | Đồng ý                                      |
| Utah           | Mitt Romney            | R    | Đồng ý                                | Đồng ý                              | Đồng ý                                | Đồng ý                                    | Đồng ý                                | Đồng ý                                   | Đồng ý                               | Đồng ý                                      |
| Vermont        | Patrick Leahy          | D    | Đồng ý                                | Đồng ý                              | Đồng ý                                | Đồng ý                                    | Đồng ý                                | Đồng ý                                   | Đồng ý                               | Đồng ý                                      |
| Vermont        | Bernie Sanders         | I-D  | Đồng ý                                | Đồng ý                              | Đồng ý                                | Đồng ý                                    | Đồng ý                                | Đồng ý                                   | Đồng ý                               | Đồng ý                                      |
| Virginia       | Mark Warner            | D    | Đồng ý                                | Đồng ý                              | Đồng ý                                | Đồng ý                                    | Đồng ý                                | Đồng ý                                   | Đồng ý                               | Đồng ý                                      |
| Virginia       | Tim Kaine              | D    | Đồng ý                                | Đồng ý                              | Đồng ý                                | Đồng ý                                    | Đồng ý                                | Đồng ý                                   | Đồng ý                               | Đồng ý                                      |
| Washington     | Patty Murray           | D    | Đồng ý                                | Đồng ý                              | Đồng ý                                | Đồng ý                                    | Đồng ý                                | Đồng ý                                   | Đồng ý                               | Đồng ý                                      |
| Washington     | Maria Cantwell         | D    | Đồng ý                                | Đồng ý                              | Đồng ý                                | Đồng ý                                    | Đồng ý                                | Đồng ý                                   | Đồng ý                               | Đồng ý                                      |
| West Virginia  | Joe Manchin            | D    | Đồng ý                                | Đồng ý                              | Đồng ý                                | Đồng ý                                    | Đồng ý                                | Đồng ý                                   | Đồng ý                               | Đồng ý                                      |
| West Virginia  | Shelley Moore Capito   | R    | Đồng ý                                | Không BP                            | Đồng ý                                | Đồng ý                                    | Đồng ý                                | Đồng ý                                   | Đồng ý                               | Đồng ý                                      |
| Wisconsin      | Ron Johnson            | R    | Đồng ý                                | Đồng ý                              | Đồng ý                                | Đồng ý                                    | Đồng ý                                | Phản đối                                 | Đồng ý                               | Đồng ý                                      |
| Wisconsin      | Tammy Baldwin          | D    | Đồng ý                                | Đồng ý                              | Đồng ý                                | Đồng ý                                    | Đồng ý                                | Đồng ý                                   | Đồng ý                               | Đồng ý                                      |
| Wyoming        | John Barrasso          | R    | Đồng ý                                | Đồng ý                              | Phản đối                              | Phản đối                                  | Đồng ý                                | Phản đối                                 | Không BP                             | Phản đối                                    |
| Wyoming        | Cynthia Lummis         | R    | Đồng ý                                | Đồng ý                              | Đồng ý                                | Phản đối                                  | Đồng ý                                | Phản đối                                 | Đồng ý                               | Đồng ý                                      |

| Bang           | Thượng nghị sĩ         | Đảng | 23/2/2021 Tom Vilsack N.nghiệp 92–7 | 25/2/2021 Jennifer Granholm Năng lượng 64–35 | 1/3/2021 Miguel Cardona Giáo dục 64–33 | 2/3/2021 Gina Raimondo Thương mại 84–15 | 2/3/2021 Cecilia Rouse Cố vấn KT 95–4 | 10/3/2021 Marcia Fudge Gia cư 66–34 | 10/3/2021 Merrick Garland Tư pháp 70–30 | 10/3/2021 Michael Regan M.trường 66–34 |
| -------------- | ---------------------- | ---- | ----------------------------------- | -------------------------------------------- | -------------------------------------- | --------------------------------------- | ------------------------------------- | ----------------------------------- | --------------------------------------- | -------------------------------------- |
| Alabama        | Richard Shelby         | R    | Đồng ý                              | Phản đối                                     | Phản đối                               | Phản đối                                | Đồng ý                                | Phản đối                            | Phản đối                                | Phản đối                               |
| Alabama        | Tommy Tuberville       | R    | Đồng ý                              | Phản đối                                     | Phản đối                               | Phản đối                                | Phản đối                              | Phản đối                            | Phản đối                                | Phản đối                               |
| Alaska         | Lisa Murkowski         | R    | Đồng ý                              | Đồng ý                                       | Đồng ý                                 | Đồng ý                                  | Đồng ý                                | Đồng ý                              | Đồng ý                                  | Đồng ý                                 |
| Alaska         | Dan Sullivan           | R    | Phản đối                            | Không BP                                     | Phản đối                               | Đồng ý                                  | Đồng ý                                | Đồng ý                              | Phản đối                                | Phản đối                               |
| Arizona        | Kyrsten Sinema         | D    | Đồng ý                              | Đồng ý                                       | Đồng ý                                 | Đồng ý                                  | Đồng ý                                | Đồng ý                              | Đồng ý                                  | Đồng ý                                 |
| Arizona        | Mark Kelly             | D    | Đồng ý                              | Đồng ý                                       | Đồng ý                                 | Đồng ý                                  | Đồng ý                                | Đồng ý                              | Đồng ý                                  | Đồng ý                                 |
| Arkansas       | John Boozman           | R    | Đồng ý                              | Phản đối                                     | Phản đối                               | Đồng ý                                  | Đồng ý                                | Phản đối                            | Phản đối                                | Phản đối                               |
| Arkansas       | Tom Cotton             | R    | Đồng ý                              | Phản đối                                     | Phản đối                               | Phản đối                                | Phản đối                              | Phản đối                            | Phản đối                                | Phản đối                               |
| California     | Dianne Feinstein       | D    | Đồng ý                              | Đồng ý                                       | Đồng ý                                 | Đồng ý                                  | Đồng ý                                | Đồng ý                              | Đồng ý                                  | Đồng ý                                 |
| California     | Alex Padilla           | D    | Đồng ý                              | Đồng ý                                       | Đồng ý                                 | Đồng ý                                  | Đồng ý                                | Đồng ý                              | Đồng ý                                  | Đồng ý                                 |
| Colorado       | Michael Bennet         | D    | Đồng ý                              | Đồng ý                                       | Đồng ý                                 | Đồng ý                                  | Đồng ý                                | Đồng ý                              | Đồng ý                                  | Đồng ý                                 |
| Colorado       | John Hickenlooper      | D    | Đồng ý                              | Đồng ý                                       | Đồng ý                                 | Đồng ý                                  | Đồng ý                                | Đồng ý                              | Đồng ý                                  | Đồng ý                                 |
| Connecticut    | Richard Blumenthal     | D    | Đồng ý                              | Đồng ý                                       | Đồng ý                                 | Đồng ý                                  | Đồng ý                                | Đồng ý                              | Đồng ý                                  | Đồng ý                                 |
| Connecticut    | Chris Murphy           | D    | Đồng ý                              | Đồng ý                                       | Đồng ý                                 | Đồng ý                                  | Đồng ý                                | Đồng ý                              | Đồng ý                                  | Đồng ý                                 |
| Delaware       | Tom Carper             | D    | Đồng ý                              | Đồng ý                                       | Đồng ý                                 | Đồng ý                                  | Đồng ý                                | Đồng ý                              | Đồng ý                                  | Đồng ý                                 |
| Delaware       | Chris Coons            | D    | Đồng ý                              | Đồng ý                                       | Đồng ý                                 | Đồng ý                                  | Đồng ý                                | Đồng ý                              | Đồng ý                                  | Đồng ý                                 |
| Florida        | Marco Rubio            | R    | Phản đối                            | Phản đối                                     | Đồng ý                                 | Phản đối                                | Đồng ý                                | Phản đối                            | Phản đối                                | Đồng ý                                 |
| Florida        | Rick Scott             | R    | Phản đối                            | Phản đối                                     | Phản đối                               | Phản đối                                | Phản đối                              | Phản đối                            | Phản đối                                | Phản đối                               |
| Georgia        | Jon Ossoff             | D    | Đồng ý                              | Đồng ý                                       | Đồng ý                                 | Đồng ý                                  | Đồng ý                                | Đồng ý                              | Đồng ý                                  | Đồng ý                                 |
| Georgia        | Raphael Warnock        | D    | Đồng ý                              | Đồng ý                                       | Đồng ý                                 | Đồng ý                                  | Đồng ý                                | Đồng ý                              | Đồng ý                                  | Đồng ý                                 |
| Hawaii         | Brian Schatz           | D    | Đồng ý                              | Đồng ý                                       | Đồng ý                                 | Đồng ý                                  | Đồng ý                                | Đồng ý                              | Đồng ý                                  | Đồng ý                                 |
| Hawaii         | Mazie Hirono           | D    | Đồng ý                              | Đồng ý                                       | Đồng ý                                 | Đồng ý                                  | Đồng ý                                | Đồng ý                              | Đồng ý                                  | Đồng ý                                 |
| Idaho          | Mike Crapo             | R    | Đồng ý                              | Đồng ý                                       | Phản đối                               | Đồng ý                                  | Đồng ý                                | Phản đối                            | Phản đối                                | Phản đối                               |
| Idaho          | Jim Risch              | R    | Đồng ý                              | Đồng ý                                       | Phản đối                               | Đồng ý                                  | Đồng ý                                | Phản đối                            | Phản đối                                | Phản đối                               |
| Illinois       | Dick Durbin            | D    | Đồng ý                              | Đồng ý                                       | Đồng ý                                 | Đồng ý                                  | Đồng ý                                | Đồng ý                              | Đồng ý                                  | Đồng ý                                 |
| Illinois       | Tammy Duckworth        | D    | Đồng ý                              | Đồng ý                                       | Đồng ý                                 | Đồng ý                                  | Đồng ý                                | Đồng ý                              | Đồng ý                                  | Đồng ý                                 |
| Indiana        | Todd Young             | R    | Đồng ý                              | Đồng ý                                       | Phản đối                               | Đồng ý                                  | Đồng ý                                | Đồng ý                              | Phản đối                                | Phản đối                               |
| Indiana        | Mike Braun             | R    | Đồng ý                              | Phản đối                                     | Phản đối                               | Đồng ý                                  | Đồng ý                                | Phản đối                            | Phản đối                                | Đồng ý                                 |
| Iowa           | Chuck Grassley         | R    | Đồng ý                              | Phản đối                                     | Đồng ý                                 | Đồng ý                                  | Đồng ý                                | Đồng ý                              | Đồng ý                                  | Đồng ý                                 |
| Iowa           | Joni Ernst             | R    | Đồng ý                              | Phản đối                                     | Phản đối                               | Đồng ý                                  | Đồng ý                                | Phản đối                            | Đồng ý                                  | Phản đối                               |
| Kansas         | Jerry Moran            | R    | Đồng ý                              | Phản đối                                     | Không BP                               | Đồng ý                                  | Đồng ý                                | Đồng ý                              | Đồng ý                                  | Phản đối                               |
| Kansas         | Roger Marshall         | R    | Đồng ý                              | Phản đối                                     | Phản đối                               | Đồng ý                                  | Đồng ý                                | Phản đối                            | Phản đối                                | Phản đối                               |
| Kentucky       | Mitch McConnell        | R    | Đồng ý                              | Đồng ý                                       | Đồng ý                                 | Đồng ý                                  | Đồng ý                                | Đồng ý                              | Đồng ý                                  | Phản đối                               |
| Kentucky       | Rand Paul              | R    | Phản đối                            | Phản đối                                     | Phản đối                               | Đồng ý                                  | Phản đối                              | Phản đối                            | Phản đối                                | Phản đối                               |
| Louisiana      | Bill Cassidy           | R    | Đồng ý                              | Phản đối                                     | Đồng ý                                 | Đồng ý                                  | Đồng ý                                | Phản đối                            | Đồng ý                                  | Phản đối                               |
| Louisiana      | John Neely Kennedy     | R    | Đồng ý                              | Phản đối                                     | Phản đối                               | Phản đối                                | Đồng ý                                | Phản đối                            | Phản đối                                | Phản đối                               |
| Maine          | Susan Collins          | R    | Đồng ý                              | Đồng ý                                       | Đồng ý                                 | Đồng ý                                  | Đồng ý                                | Đồng ý                              | Đồng ý                                  | Đồng ý                                 |
| Maine          | Angus King             | I-D  | Đồng ý                              | Đồng ý                                       | Đồng ý                                 | Đồng ý                                  | Đồng ý                                | Đồng ý                              | Đồng ý                                  | Đồng ý                                 |
| Maryland       | Ben Cardin             | D    | Đồng ý                              | Đồng ý                                       | Đồng ý                                 | Đồng ý                                  | Đồng ý                                | Đồng ý                              | Đồng ý                                  | Đồng ý                                 |
| Maryland       | Chris Van Hollen       | D    | Đồng ý                              | Đồng ý                                       | Đồng ý                                 | Đồng ý                                  | Đồng ý                                | Đồng ý                              | Đồng ý                                  | Đồng ý                                 |
| Massachusetts  | Elizabeth Warren       | D    | Đồng ý                              | Đồng ý                                       | Đồng ý                                 | Đồng ý                                  | Đồng ý                                | Đồng ý                              | Đồng ý                                  | Đồng ý                                 |
| Massachusetts  | Ed Markey              | D    | Đồng ý                              | Đồng ý                                       | Đồng ý                                 | Đồng ý                                  | Đồng ý                                | Đồng ý                              | Đồng ý                                  | Đồng ý                                 |
| Michigan       | Debbie Stabenow        | D    | Đồng ý                              | Đồng ý                                       | Đồng ý                                 | Đồng ý                                  | Đồng ý                                | Đồng ý                              | Đồng ý                                  | Đồng ý                                 |
| Michigan       | Gary Peters            | D    | Đồng ý                              | Đồng ý                                       | Đồng ý                                 | Đồng ý                                  | Đồng ý                                | Đồng ý                              | Đồng ý                                  | Đồng ý                                 |
| Minnesota      | Amy Klobuchar          | D    | Đồng ý                              | Đồng ý                                       | Đồng ý                                 | Đồng ý                                  | Đồng ý                                | Đồng ý                              | Đồng ý                                  | Đồng ý                                 |
| Minnesota      | Tina Smith             | D    | Đồng ý                              | Đồng ý                                       | Đồng ý                                 | Đồng ý                                  | Đồng ý                                | Đồng ý                              | Đồng ý                                  | Đồng ý                                 |
| Mississippi    | Roger Wicker           | R    | Đồng ý                              | Phản đối                                     | Phản đối                               | Đồng ý                                  | Đồng ý                                | Phản đối                            | Phản đối                                | Đồng ý                                 |
| Mississippi    | Cindy Hyde-Smith       | R    | Đồng ý                              | Phản đối                                     | Phản đối                               | Đồng ý                                  | Đồng ý                                | Phản đối                            | Phản đối                                | Đồng ý                                 |
| Missouri       | Roy Blunt              | R    | Đồng ý                              | Phản đối                                     | Không BP                               | Đồng ý                                  | Đồng ý                                | Đồng ý                              | Đồng ý                                  | Phản đối                               |
| Missouri       | Josh Hawley            | R    | Phản đối                            | Phản đối                                     | Phản đối                               | Phản đối                                | Đồng ý                                | Phản đối                            | Phản đối                                | Phản đối                               |
| Montana        | Jon Tester             | D    | Đồng ý                              | Đồng ý                                       | Đồng ý                                 | Đồng ý                                  | Đồng ý                                | Đồng ý                              | Đồng ý                                  | Đồng ý                                 |
| Montana        | Steve Daines           | R    | Đồng ý                              | Đồng ý                                       | Phản đối                               | Đồng ý                                  | Đồng ý                                | Phản đối                            | Phản đối                                | Phản đối                               |
| Nebraska       | Deb Fischer            | R    | Đồng ý                              | Phản đối                                     | Đồng ý                                 | Đồng ý                                  | Đồng ý                                | Phản đối                            | Phản đối                                | Đồng ý                                 |
| Nebraska       | Ben Sasse              | R    | Đồng ý                              | Phản đối                                     | Phản đối                               | Phản đối                                | Đồng ý                                | Phản đối                            | Phản đối                                | Phản đối                               |
| Nevada         | Catherine Cortez Masto | D    | Đồng ý                              | Đồng ý                                       | Đồng ý                                 | Đồng ý                                  | Đồng ý                                | Đồng ý                              | Đồng ý                                  | Đồng ý                                 |
| Nevada         | Jacky Rosen            | D    | Đồng ý                              | Đồng ý                                       | Đồng ý                                 | Đồng ý                                  | Đồng ý                                | Đồng ý                              | Đồng ý                                  | Đồng ý                                 |
| New Hampshire  | Jeanne Shaheen         | D    | Không BP                            | Đồng ý                                       | Đồng ý                                 | Đồng ý                                  | Đồng ý                                | Đồng ý                              | Đồng ý                                  | Đồng ý                                 |
| New Hampshire  | Maggie Hassan          | D    | Đồng ý                              | Đồng ý                                       | Đồng ý                                 | Đồng ý                                  | Đồng ý                                | Đồng ý                              | Đồng ý                                  | Đồng ý                                 |
| New Jersey     | Bob Menendez           | D    | Đồng ý                              | Đồng ý                                       | Đồng ý                                 | Đồng ý                                  | Đồng ý                                | Đồng ý                              | Đồng ý                                  | Đồng ý                                 |
| New Jersey     | Cory Booker            | D    | Đồng ý                              | Đồng ý                                       | Đồng ý                                 | Đồng ý                                  | Đồng ý                                | Đồng ý                              | Đồng ý                                  | Đồng ý                                 |
| New Mexico     | Martin Heinrich        | D    | Đồng ý                              | Đồng ý                                       | Đồng ý                                 | Đồng ý                                  | Đồng ý                                | Đồng ý                              | Đồng ý                                  | Đồng ý                                 |
| New Mexico     | Ben Ray Luján          | D    | Đồng ý                              | Đồng ý                                       | Đồng ý                                 | Đồng ý                                  | Đồng ý                                | Đồng ý                              | Đồng ý                                  | Đồng ý                                 |
| New York       | Chuck Schumer          | D    | Đồng ý                              | Đồng ý                                       | Đồng ý                                 | Đồng ý                                  | Đồng ý                                | Đồng ý                              | Đồng ý                                  | Đồng ý                                 |
| New York       | Kirsten Gillibrand     | D    | Đồng ý                              | Đồng ý                                       | Đồng ý                                 | Đồng ý                                  | Đồng ý                                | Đồng ý                              | Đồng ý                                  | Đồng ý                                 |
| North Carolina | Richard Burr           | R    | Đồng ý                              | Đồng ý                                       | Đồng ý                                 | Đồng ý                                  | Đồng ý                                | Phản đối                            | Đồng ý                                  | Đồng ý                                 |
| North Carolina | Thom Tillis            | R    | Đồng ý                              | Phản đối                                     | Đồng ý                                 | Đồng ý                                  | Đồng ý                                | Phản đối                            | Đồng ý                                  | Đồng ý                                 |
| North Dakota   | John Hoeven            | R    | Đồng ý                              | Đồng ý                                       | Phản đối                               | Phản đối                                | Đồng ý                                | Đồng ý                              | Phản đối                                | Phản đối                               |
| North Dakota   | Kevin Cramer           | R    | Đồng ý                              | Đồng ý                                       | Phản đối                               | Phản đối                                | Đồng ý                                | Đồng ý                              | Phản đối                                | Đồng ý                                 |
| Ohio           | Sherrod Brown          | D    | Đồng ý                              | Đồng ý                                       | Đồng ý                                 | Đồng ý                                  | Đồng ý                                | Đồng ý                              | Đồng ý                                  | Đồng ý                                 |
| Ohio           | Rob Portman            | R    | Đồng ý                              | Đồng ý                                       | Đồng ý                                 | Đồng ý                                  | Đồng ý                                | Đồng ý                              | Đồng ý                                  | Đồng ý                                 |
| Oklahoma       | Jim Inhofe             | R    | Đồng ý                              | Phản đối                                     | Phản đối                               | Đồng ý                                  | Đồng ý                                | Phản đối                            | Đồng ý                                  | Phản đối                               |
| Oklahoma       | James Lankford         | R    | Đồng ý                              | Phản đối                                     | Phản đối                               | Đồng ý                                  | Đồng ý                                | Phản đối                            | Đồng ý                                  | Phản đối                               |
| Oregon         | Ron Wyden              | D    | Đồng ý                              | Đồng ý                                       | Đồng ý                                 | Đồng ý                                  | Đồng ý                                | Đồng ý                              | Đồng ý                                  | Đồng ý                                 |
| Oregon         | Jeff Merkley           | D    | Đồng ý                              | Đồng ý                                       | Đồng ý                                 | Đồng ý                                  | Đồng ý                                | Đồng ý                              | Đồng ý                                  | Đồng ý                                 |
| Pennsylvania   | Bob Casey Jr.          | D    | Đồng ý                              | Đồng ý                                       | Đồng ý                                 | Đồng ý                                  | Đồng ý                                | Đồng ý                              | Đồng ý                                  | Đồng ý                                 |
| Pennsylvania   | Pat Toomey             | R    | Đồng ý                              | Phản đối                                     | Phản đối                               | Đồng ý                                  | Đồng ý                                | Phản đối                            | Phản đối                                | Phản đối                               |
| Rhode Island   | Jack Reed              | D    | Đồng ý                              | Đồng ý                                       | Đồng ý                                 | Đồng ý                                  | Đồng ý                                | Đồng ý                              | Đồng ý                                  | Đồng ý                                 |
| Rhode Island   | Sheldon Whitehouse     | D    | Đồng ý                              | Đồng ý                                       | Đồng ý                                 | Đồng ý                                  | Đồng ý                                | Đồng ý                              | Đồng ý                                  | Đồng ý                                 |
| South Carolina | Lindsey Graham         | R    | Đồng ý                              | Phản đối                                     | Phản đối                               | Đồng ý                                  | Đồng ý                                | Đồng ý                              | Đồng ý                                  | Đồng ý                                 |
| South Carolina | Tim Scott              | R    | Đồng ý                              | Phản đối                                     | Phản đối                               | Phản đối                                | Đồng ý                                | Đồng ý                              | Phản đối                                | Phản đối                               |
| South Dakota   | John Thune             | R    | Đồng ý                              | Phản đối                                     | Phản đối                               | Đồng ý                                  | Đồng ý                                | Phản đối                            | Đồng ý                                  | Phản đối                               |
| South Dakota   | Mike Rounds            | R    | Đồng ý                              | Đồng ý                                       | Phản đối                               | Đồng ý                                  | Đồng ý                                | Đồng ý                              | Đồng ý                                  | Đồng ý                                 |
| Tennessee      | Marsha Blackburn       | R    | Đồng ý                              | Phản đối                                     | Không BP                               | Không BP                                | Không BP                              | Phản đối                            | Phản đối                                | Phản đối                               |
| Tennessee      | Bill Hagerty           | R    | Đồng ý                              | Phản đối                                     | Phản đối                               | Phản đối                                | Đồng ý                                | Phản đối                            | Phản đối                                | Phản đối                               |
| Texas          | John Cornyn            | R    | Đồng ý                              | Phản đối                                     | Đồng ý                                 | Đồng ý                                  | Đồng ý                                | Phản đối                            | Đồng ý                                  | Phản đối                               |
| Texas          | Ted Cruz               | R    | Phản đối                            | Phản đối                                     | Phản đối                               | Phản đối                                | Đồng ý                                | Phản đối                            | Phản đối                                | Phản đối                               |
| Utah           | Mike Lee               | R    | Đồng ý                              | Phản đối                                     | Phản đối                               | Đồng ý                                  | Đồng ý                                | Phản đối                            | Phản đối                                | Đồng ý                                 |
| Utah           | Mitt Romney            | R    | Đồng ý                              | Đồng ý                                       | Đồng ý                                 | Đồng ý                                  | Đồng ý                                | Đồng ý                              | Đồng ý                                  | Đồng ý                                 |
| Vermont        | Patrick Leahy          | D    | Đồng ý                              | Đồng ý                                       | Đồng ý                                 | Đồng ý                                  | Đồng ý                                | Đồng ý                              | Đồng ý                                  | Đồng ý                                 |
| Vermont        | Bernie Sanders         | I-D  | Phản đối                            | Đồng ý                                       | Đồng ý                                 | Đồng ý                                  | Đồng ý                                | Đồng ý                              | Đồng ý                                  | Đồng ý                                 |
| Virginia       | Mark Warner            | D    | Đồng ý                              | Đồng ý                                       | Đồng ý                                 | Đồng ý                                  | Đồng ý                                | Đồng ý                              | Đồng ý                                  | Đồng ý                                 |
| Virginia       | Tim Kaine              | D    | Đồng ý                              | Đồng ý                                       | Đồng ý                                 | Đồng ý                                  | Đồng ý                                | Đồng ý                              | Đồng ý                                  | Đồng ý                                 |
| Washington     | Patty Murray           | D    | Đồng ý                              | Đồng ý                                       | Đồng ý                                 | Đồng ý                                  | Đồng ý                                | Đồng ý                              | Đồng ý                                  | Đồng ý                                 |
| Washington     | Maria Cantwell         | D    | Đồng ý                              | Đồng ý                                       | Đồng ý                                 | Đồng ý                                  | Đồng ý                                | Đồng ý                              | Đồng ý                                  | Đồng ý                                 |
| West Virginia  | Joe Manchin            | D    | Đồng ý                              | Đồng ý                                       | Đồng ý                                 | Đồng ý                                  | Đồng ý                                | Đồng ý                              | Đồng ý                                  | Đồng ý                                 |
| West Virginia  | Shelley Moore Capito   | R    | Đồng ý                              | Phản đối                                     | Đồng ý                                 | Đồng ý                                  | Đồng ý                                | Đồng ý                              | Đồng ý                                  | Phản đối                               |
| Wisconsin      | Ron Johnson            | R    | Đồng ý                              | Đồng ý                                       | Đồng ý                                 | Đồng ý                                  | Đồng ý                                | Phản đối                            | Đồng ý                                  | Phản đối                               |
| Wisconsin      | Tammy Baldwin          | D    | Đồng ý                              | Đồng ý                                       | Đồng ý                                 | Đồng ý                                  | Đồng ý                                | Đồng ý                              | Đồng ý                                  | Đồng ý                                 |
| Wyoming        | John Barrasso          | R    | Đồng ý                              | Phản đối                                     | Phản đối                               | Phản đối                                | Đồng ý                                | Phản đối                            | Phản đối                                | Phản đối                               |
| Wyoming        | Cynthia Lummis         | R    | Đồng ý                              | Phản đối                                     | Phản đối                               | Phản đối                                | Đồng ý                                | Phản đối                            | Phản đối                                | Phản đối                               |

| Bang           | Thượng nghị sĩ         | Đảng | 15/3/2021 Deb Haaland Nội vụ 51–40 | 16/3/2021 Isabel Guzman D.nghiệp 81–17 | 17/3/2021 Katherine Tai Đại diện 98–0 | 18/3/2021 Xavier Becerra Y tế 50–49 | 22/3/2021 Marty Walsh Lao động 68–29 | 28/5/2021 Eric Lander Khoa học Vote | 15/3/2022 Shalanda Young H.chính 61–36 | Tổng số phiếu của mỗi thượng nghị sĩ | Tổng số phiếu của mỗi thượng nghị sĩ | Tổng số phiếu của mỗi thượng nghị sĩ |
| Bang           | Thượng nghị sĩ         | Đảng | 15/3/2021 Deb Haaland Nội vụ 51–40 | 16/3/2021 Isabel Guzman D.nghiệp 81–17 | 17/3/2021 Katherine Tai Đại diện 98–0 | 18/3/2021 Xavier Becerra Y tế 50–49 | 22/3/2021 Marty Walsh Lao động 68–29 | 28/5/2021 Eric Lander Khoa học Vote | 15/3/2022 Shalanda Young H.chính 61–36 | Đồng ý                               | Không BP                             | Phản đối                             |
| -------------- | ---------------------- | ---- | ---------------------------------- | -------------------------------------- | ------------------------------------- | ----------------------------------- | ------------------------------------ | ----------------------------------- | -------------------------------------- | ------------------------------------ | ------------------------------------ | ------------------------------------ |
| Alabama        | Richard Shelby         | R    | Phản đối                           | Đồng ý                                 | Đồng ý                                | Phản đối                            | Phản đối                             | Không BP                            | Đồng ý                                 | 7                                    | 1                                    | 14                                   |
| Alabama        | Tommy Tuberville       | R    | Phản đối                           | Phản đối                               | Đồng ý                                | Phản đối                            | Đồng ý                               | Không BP                            | Phản đối                               | 6                                    | 1                                    | 15                                   |
| Alaska         | Lisa Murkowski         | R    | Đồng ý                             | Đồng ý                                 | Đồng ý                                | Phản đối                            | Không BP                             | Không BP                            | Đồng ý                                 | 19                                   | 2                                    | 1                                    |
| Alaska         | Dan Sullivan           | R    | Đồng ý                             | Đồng ý                                 | Đồng ý                                | Phản đối                            | Đồng ý                               | Không BP                            | Đồng ý                                 | 14                                   | 2                                    | 6                                    |
| Arizona        | Kyrsten Sinema         | D    | Đồng ý                             | Đồng ý                                 | Đồng ý                                | Đồng ý                              | Đồng ý                               | Không BP                            | Đồng ý                                 | 21                                   | 1                                    | 0                                    |
| Arizona        | Mark Kelly             | D    | Đồng ý                             | Đồng ý                                 | Đồng ý                                | Đồng ý                              | Đồng ý                               | Không BP                            | Đồng ý                                 | 21                                   | 1                                    | 0                                    |
| Arkansas       | John Boozman           | R    | Phản đối                           | Phản đối                               | Đồng ý                                | Phản đối                            | Phản đối                             | Không BP                            | Phản đối                               | 9                                    | 1                                    | 12                                   |
| Arkansas       | Tom Cotton             | R    | Phản đối                           | Phản đối                               | Đồng ý                                | Phản đối                            | Phản đối                             | Không BP                            | Phản đối                               | 4                                    | 1                                    | 17                                   |
| California     | Dianne Feinstein       | D    | Đồng ý                             | Đồng ý                                 | Đồng ý                                | Đồng ý                              | Đồng ý                               | Không BP                            | Không BP                               | 21                                   | 1                                    | 0                                    |
| California     | Alex Padilla           | D    | Đồng ý                             | Đồng ý                                 | Đồng ý                                | Đồng ý                              | Đồng ý                               | Không BP                            | Đồng ý                                 | 21                                   | 1                                    | 0                                    |
| Colorado       | Michael Bennet         | D    | Không BP                           | Đồng ý                                 | Đồng ý                                | Đồng ý                              | Đồng ý                               | Không BP                            | Đồng ý                                 | 20                                   | 2                                    | 0                                    |
| Colorado       | John Hickenlooper      | D    | Không BP                           | Đồng ý                                 | Đồng ý                                | Đồng ý                              | Đồng ý                               | Không BP                            | Đồng ý                                 | 20                                   | 2                                    | 0                                    |
| Connecticut    | Richard Blumenthal     | D    | Đồng ý                             | Đồng ý                                 | Đồng ý                                | Đồng ý                              | Đồng ý                               | Không BP                            | Đồng ý                                 | 21                                   | 1                                    | 0                                    |
| Connecticut    | Chris Murphy           | D    | Đồng ý                             | Đồng ý                                 | Đồng ý                                | Đồng ý                              | Đồng ý                               | Không BP                            | Đồng ý                                 | 21                                   | 1                                    | 0                                    |
| Delaware       | Tom Carper             | D    | Đồng ý                             | Đồng ý                                 | Đồng ý                                | Đồng ý                              | Đồng ý                               | Không BP                            | Đồng ý                                 | 21                                   | 1                                    | 0                                    |
| Delaware       | Chris Coons            | D    | Đồng ý                             | Đồng ý                                 | Đồng ý                                | Đồng ý                              | Đồng ý                               | Không BP                            | Đồng ý                                 | 21                                   | 1                                    | 0                                    |
| Florida        | Marco Rubio            | R    | Không BP                           | Phản đối                               | Đồng ý                                | Phản đối                            | Phản đối                             | Không BP                            | Phản đối                               | 8                                    | 3                                    | 11                                   |
| Florida        | Rick Scott             | R    | Phản đối                           | Phản đối                               | Đồng ý                                | Phản đối                            | Phản đối                             | Không BP                            | Phản đối                               | 3                                    | 1                                    | 18                                   |
| Georgia        | Jon Ossoff             | D    | Đồng ý                             | Đồng ý                                 | Đồng ý                                | Đồng ý                              | Đồng ý                               | Không BP                            | Đồng ý                                 | 21                                   | 1                                    | 0                                    |
| Georgia        | Raphael Warnock        | D    | Đồng ý                             | Đồng ý                                 | Đồng ý                                | Đồng ý                              | Đồng ý                               | Không BP                            | Đồng ý                                 | 21                                   | 1                                    | 0                                    |
| Hawaii         | Brian Schatz           | D    | Đồng ý                             | Đồng ý                                 | Đồng ý                                | Đồng ý                              | Đồng ý                               | Không BP                            | Đồng ý                                 | 21                                   | 1                                    | 0                                    |
| Hawaii         | Mazie Hirono           | D    | Không BP                           | Không BP                               | Không BP                              | Không BP                            | Đồng ý                               | Không BP                            | Đồng ý                                 | 17                                   | 5                                    | 0                                    |
| Idaho          | Mike Crapo             | R    | Phản đối                           | Phản đối                               | Đồng ý                                | Phản đối                            | Phản đối                             | Không BP                            | Phản đối                               | 11                                   | 2                                    | 9                                    |
| Idaho          | Jim Risch              | R    | Phản đối                           | Phản đối                               | Đồng ý                                | Phản đối                            | Phản đối                             | Không BP                            | Phản đối                               | 10                                   | 1                                    | 11                                   |
| Illinois       | Dick Durbin            | D    | Đồng ý                             | Đồng ý                                 | Đồng ý                                | Đồng ý                              | Đồng ý                               | Không BP                            | Đồng ý                                 | 21                                   | 1                                    | 0                                    |
| Illinois       | Tammy Duckworth        | D    | Đồng ý                             | Đồng ý                                 | Đồng ý                                | Đồng ý                              | Đồng ý                               | Không BP                            | Không BP                               | 21                                   | 1                                    | 0                                    |
| Indiana        | Todd Young             | R    | Phản đối                           | Đồng ý                                 | Đồng ý                                | Phản đối                            | Phản đối                             | Không BP                            | Phản đối                               | 14                                   | 1                                    | 7                                    |
| Indiana        | Mike Braun             | R    | Phản đối                           | Phản đối                               | Đồng ý                                | Phản đối                            | Phản đối                             | Không BP                            | Phản đối                               | 9                                    | 1                                    | 12                                   |
| Iowa           | Chuck Grassley         | R    | Phản đối                           | Đồng ý                                 | Đồng ý                                | Phản đối                            | Đồng ý                               | Không BP                            | Đồng ý                                 | 16                                   | 1                                    | 5                                    |
| Iowa           | Joni Ernst             | R    | Phản đối                           | Đồng ý                                 | Đồng ý                                | Phản đối                            | Phản đối                             | Không BP                            | Phản đối                               | 9                                    | 1                                    | 12                                   |
| Kansas         | Jerry Moran            | R    | Phản đối                           | Đồng ý                                 | Đồng ý                                | Phản đối                            | Phản đối                             | Không BP                            | Phản đối                               | 12                                   | 4                                    | 6                                    |
| Kansas         | Roger Marshall         | R    | Không BP                           | Đồng ý                                 | Đồng ý                                | Phản đối                            | Đồng ý                               | Không BP                            | Phản đối                               | 8                                    | 2                                    | 12                                   |
| Kentucky       | Mitch McConnell        | R    | Phản đối                           | Đồng ý                                 | Đồng ý                                | Phản đối                            | Phản đối                             | Không BP                            | Phản đối                               | 16                                   | 1                                    | 5                                    |
| Kentucky       | Rand Paul              | R    | Phản đối                           | Đồng ý                                 | Đồng ý                                | Phản đối                            | Phản đối                             | Không BP                            | Phản đối                               | 5                                    | 3                                    | 14                                   |
| Louisiana      | Bill Cassidy           | R    | Phản đối                           | Đồng ý                                 | Đồng ý                                | Phản đối                            | Đồng ý                               | Không BP                            | Đồng ý                                 | 13                                   | 1                                    | 8                                    |
| Louisiana      | John Neely Kennedy     | R    | Phản đối                           | Phản đối                               | Đồng ý                                | Phản đối                            | Phản đối                             | Không BP                            | Đồng ý                                 | 9                                    | 1                                    | 12                                   |
| Maine          | Susan Collins          | R    | Đồng ý                             | Đồng ý                                 | Đồng ý                                | Đồng ý                              | Đồng ý                               | Không BP                            | Đồng ý                                 | 21                                   | 1                                    | 0                                    |
| Maine          | Angus King             | I-D  | Đồng ý                             | Đồng ý                                 | Đồng ý                                | Đồng ý                              | Đồng ý                               | Không BP                            | Đồng ý                                 | 21                                   | 1                                    | 0                                    |
| Maryland       | Ben Cardin             | D    | Đồng ý                             | Đồng ý                                 | Đồng ý                                | Đồng ý                              | Đồng ý                               | Không BP                            | Đồng ý                                 | 21                                   | 1                                    | 0                                    |
| Maryland       | Chris Van Hollen       | D    | Đồng ý                             | Đồng ý                                 | Đồng ý                                | Đồng ý                              | Đồng ý                               | Không BP                            | Đồng ý                                 | 21                                   | 1                                    | 0                                    |
| Massachusetts  | Elizabeth Warren       | D    | Đồng ý                             | Đồng ý                                 | Đồng ý                                | Đồng ý                              | Đồng ý                               | Không BP                            | Đồng ý                                 | 21                                   | 1                                    | 0                                    |
| Massachusetts  | Ed Markey              | D    | Đồng ý                             | Đồng ý                                 | Đồng ý                                | Đồng ý                              | Đồng ý                               | Không BP                            | Đồng ý                                 | 21                                   | 1                                    | 0                                    |
| Michigan       | Debbie Stabenow        | D    | Đồng ý                             | Đồng ý                                 | Đồng ý                                | Đồng ý                              | Đồng ý                               | Không BP                            | Đồng ý                                 | 21                                   | 1                                    | 0                                    |
| Michigan       | Gary Peters            | D    | Đồng ý                             | Đồng ý                                 | Đồng ý                                | Đồng ý                              | Đồng ý                               | Không BP                            | Đồng ý                                 | 21                                   | 1                                    | 0                                    |
| Minnesota      | Amy Klobuchar          | D    | Đồng ý                             | Đồng ý                                 | Đồng ý                                | Đồng ý                              | Đồng ý                               | Không BP                            | Đồng ý                                 | 21                                   | 1                                    | 0                                    |
| Minnesota      | Tina Smith             | D    | Đồng ý                             | Đồng ý                                 | Đồng ý                                | Đồng ý                              | Đồng ý                               | Không BP                            | Đồng ý                                 | 21                                   | 1                                    | 0                                    |
| Mississippi    | Roger Wicker           | R    | Phản đối                           | Đồng ý                                 | Đồng ý                                | Phản đối                            | Phản đối                             | Không BP                            | Đồng ý                                 | 13                                   | 1                                    | 8                                    |
| Mississippi    | Cindy Hyde-Smith       | R    | Phản đối                           | Đồng ý                                 | Đồng ý                                | Phản đối                            | Phản đối                             | Không BP                            | Đồng ý                                 | 12                                   | 2                                    | 8                                    |
| Missouri       | Roy Blunt              | R    | Phản đối                           | Đồng ý                                 | Đồng ý                                | Phản đối                            | Đồng ý                               | Không BP                            | Đồng ý                                 | 15                                   | 2                                    | 5                                    |
| Missouri       | Josh Hawley            | R    | Phản đối                           | Phản đối                               | Đồng ý                                | Phản đối                            | Phản đối                             | Không BP                            | Phản đối                               | 2                                    | 1                                    | 19                                   |
| Montana        | Jon Tester             | D    | Đồng ý                             | Đồng ý                                 | Đồng ý                                | Đồng ý                              | Đồng ý                               | Không BP                            | Đồng ý                                 | 21                                   | 1                                    | 0                                    |
| Montana        | Steve Daines           | R    | Phản đối                           | Phản đối                               | Đồng ý                                | Phản đối                            | Phản đối                             | Không BP                            | Phản đối                               | 10                                   | 1                                    | 11                                   |
| Nebraska       | Deb Fischer            | R    | Phản đối                           | Đồng ý                                 | Đồng ý                                | Phản đối                            | Đồng ý                               | Không BP                            | Phản đối                               | 15                                   | 1                                    | 6                                    |
| Nebraska       | Ben Sasse              | R    | Phản đối                           | Phản đối                               | Đồng ý                                | Phản đối                            | Phản đối                             | Không BP                            | Phản đối                               | 9                                    | 1                                    | 12                                   |
| Nevada         | Catherine Cortez Masto | D    | Đồng ý                             | Đồng ý                                 | Đồng ý                                | Đồng ý                              | Đồng ý                               | Không BP                            | Đồng ý                                 | 21                                   | 1                                    | 0                                    |
| Nevada         | Jacky Rosen            | D    | Đồng ý                             | Đồng ý                                 | Đồng ý                                | Đồng ý                              | Đồng ý                               | Không BP                            | Đồng ý                                 | 21                                   | 1                                    | 0                                    |
| New Hampshire  | Jeanne Shaheen         | D    | Đồng ý                             | Đồng ý                                 | Đồng ý                                | Đồng ý                              | Đồng ý                               | Không BP                            | Không BP                               | 20                                   | 2                                    | 0                                    |
| New Hampshire  | Maggie Hassan          | D    | Đồng ý                             | Đồng ý                                 | Đồng ý                                | Đồng ý                              | Đồng ý                               | Không BP                            | Đồng ý                                 | 21                                   | 1                                    | 0                                    |
| New Jersey     | Bob Menendez           | D    | Đồng ý                             | Đồng ý                                 | Đồng ý                                | Đồng ý                              | Đồng ý                               | Không BP                            | Đồng ý                                 | 21                                   | 1                                    | 0                                    |
| New Jersey     | Cory Booker            | D    | Đồng ý                             | Đồng ý                                 | Đồng ý                                | Đồng ý                              | Đồng ý                               | Không BP                            | Đồng ý                                 | 21                                   | 1                                    | 0                                    |
| New Mexico     | Martin Heinrich        | D    | Đồng ý                             | Đồng ý                                 | Đồng ý                                | Đồng ý                              | Đồng ý                               | Không BP                            | Đồng ý                                 | 21                                   | 1                                    | 0                                    |
| New Mexico     | Ben Ray Luján          | D    | Đồng ý                             | Đồng ý                                 | Đồng ý                                | Đồng ý                              | Đồng ý                               | Không BP                            | Đồng ý                                 | 21                                   | 1                                    | 0                                    |
| New York       | Chuck Schumer          | D    | Đồng ý                             | Đồng ý                                 | Đồng ý                                | Đồng ý                              | Đồng ý                               | Không BP                            | Đồng ý                                 | 21                                   | 1                                    | 0                                    |
| New York       | Kirsten Gillibrand     | D    | Đồng ý                             | Đồng ý                                 | Đồng ý                                | Đồng ý                              | Đồng ý                               | Không BP                            | Đồng ý                                 | 21                                   | 1                                    | 0                                    |
| North Carolina | Richard Burr           | R    | Phản đối                           | Đồng ý                                 | Đồng ý                                | Phản đối                            | Đồng ý                               | Không BP                            | Đồng ý                                 | 15                                   | 3                                    | 4                                    |
| North Carolina | Thom Tillis            | R    | Phản đối                           | Đồng ý                                 | Đồng ý                                | Phản đối                            | Đồng ý                               | Không BP                            | Phản đối                               | 14                                   | 3                                    | 5                                    |
| North Dakota   | John Hoeven            | R    | Phản đối                           | Đồng ý                                 | Đồng ý                                | Phản đối                            | Đồng ý                               | Không BP                            | Đồng ý                                 | 11                                   | 1                                    | 10                                   |
| North Dakota   | Kevin Cramer           | R    | Phản đối                           | Đồng ý                                 | Đồng ý                                | Phản đối                            | Đồng ý                               | Không BP                            | Đồng ý                                 | 12                                   | 1                                    | 9                                    |
| Ohio           | Sherrod Brown          | D    | Đồng ý                             | Đồng ý                                 | Đồng ý                                | Đồng ý                              | Đồng ý                               | Không BP                            | Đồng ý                                 | 20                                   | 2                                    | 0                                    |
| Ohio           | Rob Portman            | R    | Phản đối                           | Đồng ý                                 | Đồng ý                                | Phản đối                            | Đồng ý                               | Không BP                            | Phản đối                               | 19                                   | 1                                    | 2                                    |
| Oklahoma       | Jim Inhofe             | R    | Phản đối                           | Đồng ý                                 | Đồng ý                                | Phản đối                            | Phản đối                             | Không BP                            | Phản đối                               | 12                                   | 2                                    | 8                                    |
| Oklahoma       | James Lankford         | R    | Phản đối                           | Đồng ý                                 | Đồng ý                                | Phản đối                            | Phản đối                             | Không BP                            | Phản đối                               | 10                                   | 1                                    | 11                                   |
| Oregon         | Ron Wyden              | D    | Đồng ý                             | Đồng ý                                 | Đồng ý                                | Đồng ý                              | Đồng ý                               | Không BP                            | Đồng ý                                 | 21                                   | 1                                    | 0                                    |
| Oregon         | Jeff Merkley           | D    | Đồng ý                             | Đồng ý                                 | Đồng ý                                | Đồng ý                              | Đồng ý                               | Không BP                            | Đồng ý                                 | 21                                   | 1                                    | 0                                    |
| Pennsylvania   | Bob Casey Jr.          | D    | Đồng ý                             | Đồng ý                                 | Đồng ý                                | Đồng ý                              | Đồng ý                               | Không BP                            | Đồng ý                                 | 21                                   | 1                                    | 0                                    |
| Pennsylvania   | Pat Toomey             | R    | Không BP                           | Đồng ý                                 | Đồng ý                                | Phản đối                            | Không BP                             | Không BP                            | Phản đối                               | 8                                    | 7                                    | 7                                    |
| Rhode Island   | Jack Reed              | D    | Đồng ý                             | Đồng ý                                 | Đồng ý                                | Đồng ý                              | Đồng ý                               | Không BP                            | Đồng ý                                 | 21                                   | 1                                    | 0                                    |
| Rhode Island   | Sheldon Whitehouse     | D    | Đồng ý                             | Đồng ý                                 | Đồng ý                                | Đồng ý                              | Đồng ý                               | Không BP                            | Đồng ý                                 | 21                                   | 2                                    | 0                                    |
| South Carolina | Lindsey Graham         | R    | Đồng ý                             | Đồng ý                                 | Đồng ý                                | Phản đối                            | Đồng ý                               | Không BP                            | Đồng ý                                 | 17                                   | 1                                    | 4                                    |
| South Carolina | Tim Scott              | R    | Phản đối                           | Phản đối                               | Đồng ý                                | Phản đối                            | Phản đối                             | Không BP                            | Phản đối                               | 7                                    | 2                                    | 13                                   |
| South Dakota   | John Thune             | R    | Phản đối                           | Đồng ý                                 | Đồng ý                                | Phản đối                            | Phản đối                             | Không BP                            | Phản đối                               | 13                                   | 1                                    | 8                                    |
| South Dakota   | Mike Rounds            | R    | Phản đối                           | Đồng ý                                 | Đồng ý                                | Phản đối                            | Phản đối                             | Không BP                            | Phản đối                               | 16                                   | 1                                    | 5                                    |
| Tennessee      | Marsha Blackburn       | R    | Phản đối                           | Phản đối                               | Đồng ý                                | Phản đối                            | Không BP                             | Không BP                            | Phản đối                               | 4                                    | 5                                    | 13                                   |
| Tennessee      | Bill Hagerty           | R    | Không BP                           | Phản đối                               | Đồng ý                                | Phản đối                            | Phản đối                             | Không BP                            | Phản đối                               | 6                                    | 2                                    | 14                                   |
| Texas          | John Cornyn            | R    | Phản đối                           | Đồng ý                                 | Đồng ý                                | Phản đối                            | Đồng ý                               | Không BP                            | Phản đối                               | 15                                   | 1                                    | 6                                    |
| Texas          | Ted Cruz               | R    | Phản đối                           | Phản đối                               | Đồng ý                                | Phản đối                            | Phản đối                             | Không BP                            | Phản đối                               | 3                                    | 1                                    | 18                                   |
| Utah           | Mike Lee               | R    | Phản đối                           | Phản đối                               | Đồng ý                                | Phản đối                            | Đồng ý                               | Không BP                            | Phản đối                               | 9                                    | 1                                    | 12                                   |
| Utah           | Mitt Romney            | R    | Phản đối                           | Đồng ý                                 | Đồng ý                                | Phản đối                            | Đồng ý                               | Không BP                            | Phản đối                               | 19                                   | 1                                    | 2                                    |
| Vermont        | Patrick Leahy          | D    | Đồng ý                             | Đồng ý                                 | Đồng ý                                | Đồng ý                              | Đồng ý                               | Không BP                            | Đồng ý                                 | 21                                   | 1                                    | 0                                    |
| Vermont        | Bernie Sanders         | I-D  | Đồng ý                             | Đồng ý                                 | Không BP                              | Đồng ý                              | Đồng ý                               | Không BP                            | Đồng ý                                 | 19                                   | 2                                    | 1                                    |
| Virginia       | Mark Warner            | D    | Đồng ý                             | Đồng ý                                 | Đồng ý                                | Đồng ý                              | Đồng ý                               | Không BP                            | Đồng ý                                 | 21                                   | 1                                    | 0                                    |
| Virginia       | Tim Kaine              | D    | Đồng ý                             | Đồng ý                                 | Đồng ý                                | Đồng ý                              | Đồng ý                               | Không BP                            | Đồng ý                                 | 21                                   | 1                                    | 0                                    |
| Washington     | Patty Murray           | D    | Đồng ý                             | Đồng ý                                 | Đồng ý                                | Đồng ý                              | Đồng ý                               | Không BP                            | Đồng ý                                 | 21                                   | 1                                    | 0                                    |
| Washington     | Maria Cantwell         | D    | Đồng ý                             | Đồng ý                                 | Đồng ý                                | Đồng ý                              | Đồng ý                               | Không BP                            | Đồng ý                                 | 21                                   | 1                                    | 0                                    |
| West Virginia  | Joe Manchin            | D    | Đồng ý                             | Đồng ý                                 | Đồng ý                                | Đồng ý                              | Đồng ý                               | Không BP                            | Đồng ý                                 | 21                                   | 1                                    | 0                                    |
| West Virginia  | Shelley Moore Capito   | R    | Phản đối                           | Đồng ý                                 | Đồng ý                                | Phản đối                            | Đồng ý                               | Không BP                            | Phản đối                               | 16                                   | 2                                    | 4                                    |
| Wisconsin      | Ron Johnson            | R    | Phản đối                           | Đồng ý                                 | Đồng ý                                | Phản đối                            | Phản đối                             | Không BP                            | Phản đối                               | 15                                   | 1                                    | 6                                    |
| Wisconsin      | Tammy Baldwin          | D    | Đồng ý                             | Đồng ý                                 | Đồng ý                                | Đồng ý                              | Đồng ý                               | Không BP                            | Đồng ý                                 | 21                                   | 1                                    | 0                                    |
| Wyoming        | John Barrasso          | R    | Không BP                           | Đồng ý                                 | Đồng ý                                | Phản đối                            | Phản đối                             | Không BP                            | Phản đối                               | 7                                    | 3                                    | 12                                   |
| Wyoming        | Cynthia Lummis         | R    | Không BP                           | Không BP                               | Đồng ý                                | Phản đối                            | Phản đối                             | Không BP                            | Phản đối                               | 9                                    | 3                                    | 10                                   |

### Quy trình phê chuẩn của ủy ban
| Chức vụ                        | Ứng viên                 | Bang | Ngày đề cử           | Ủy ban                                  | Ngày điều trần                            | Phiếu Ủy ban                                                                          | Ngày bỏ phiếu                                                                         | Phiếu Hoà giải                                                                        | Ngày bỏ phiếu                                                                         | Phiếu Thượng viện                                                                     | Ngày bỏ phiếu                                                                         | Nhậm chức                                                                             |
| ------------------------------ | ------------------------ | ---- | -------------------- | --------------------------------------- | ----------------------------------------- | ------------------------------------------------------------------------------------- | ------------------------------------------------------------------------------------- | ------------------------------------------------------------------------------------- | ------------------------------------------------------------------------------------- | ------------------------------------------------------------------------------------- | ------------------------------------------------------------------------------------- | ------------------------------------------------------------------------------------- |
| BT. Ngoại giao                 | Antony Blinken           | NY   | 23 tháng 11 năm 2020 | Đối ngoại                               | 19 tháng 1 năm 2021                       | 15–3                                                                                  | 25 tháng 1 năm 2021                                                                   | N/A                                                                                   | N/A                                                                                   | 78–22                                                                                 | 26 tháng 1 năm 2021                                                                   | 26 tháng 1 năm 2021                                                                   |
| BT. Ngân khố                   | Janet Yellen             | CA   | 30 tháng 11 năm 2020 | Tài chính                               | 19 tháng 1 năm 2021                       | Nhất trí                                                                              | 22 tháng 1 năm 2021                                                                   | N/A                                                                                   | N/A                                                                                   | 84–15                                                                                 | 25 tháng 1 năm 2021                                                                   | 26 tháng 1 năm 2021                                                                   |
| BT. Quốc phòng                 | Lloyd Austin             | GA   | 8 tháng 12 năm 2020  | Dịch vụ Vũ trang Hạ viện (Miễn trừ)     | 21 tháng 1 năm 2021                       | Nhất trí                                                                              | 21 tháng 1 năm 2021                                                                   | N/A                                                                                   | N/A                                                                                   | 326–78                                                                                | 21 tháng 1 năm 2021                                                                   | 22 tháng 1 năm 2021                                                                   |
| BT. Quốc phòng                 | Lloyd Austin             | GA   | 8 tháng 12 năm 2020  | Dịch vụ Vũ trang Thượng viện (Miễn trừ) | 21 tháng 1 năm 2021                       | Nhất trí                                                                              | 21 tháng 1 năm 2021                                                                   | N/A                                                                                   | N/A                                                                                   | 69–27                                                                                 | 21 tháng 1 năm 2021                                                                   | 22 tháng 1 năm 2021                                                                   |
| BT. Quốc phòng                 | Lloyd Austin             | GA   | 8 tháng 12 năm 2020  | Dịch vụ Vũ trang (Xác nhận)             | 19 tháng 1 năm 2021                       | Nhất trí                                                                              | 21 tháng 1 năm 2021                                                                   | N/A                                                                                   | N/A                                                                                   | 93–2                                                                                  | 22 tháng 1 năm 2021                                                                   | 22 tháng 1 năm 2021                                                                   |
| BT. Tư pháp                    | Merrick Garland          | MD   | 7 tháng 1 năm 2021   | Tư pháp                                 | 22 tháng 2 năm 2021 – 23 tháng 2 năm 2021 | 15–7                                                                                  | 1 tháng 3 năm 2021                                                                    | 70–29                                                                                 | 9 tháng 3 năm 2021                                                                    | 70–30                                                                                 | 10 tháng 3 năm 2021                                                                   | 11 tháng 3 năm 2021                                                                   |
| BT. Nội vụ                     | Deb Haaland              | NM   | 17 tháng 12 năm 2021 | Năng lượng & Tài nguyên thiên nhiên     | 23 tháng 2 năm 2021                       | 11–9                                                                                  | 4 tháng 3 năm 2021                                                                    | 54–42                                                                                 | 11 tháng 3 năm 2021                                                                   | 51–40                                                                                 | 15 tháng 3 năm 2021                                                                   | 16 tháng 3 năm 2021                                                                   |
| BT. Nông nghiệp                | Tom Vilsack              | IA   | 10 tháng 12 năm 2020 | Nông nghiệp, Dinh dưỡng & Lâm nghiệp    | 2 tháng 2 năm 2021                        | Nhất trí                                                                              | 2 tháng 2 năm 2021                                                                    | N/A                                                                                   | N/A                                                                                   | 92–7                                                                                  | 23 tháng 2 năm 2021                                                                   | 24 tháng 2 năm 2021                                                                   |
| BT. Thương mại                 | Gina Raimondo            | RI   | 7 tháng 1 năm 2021   | Thương mại, Khoa học & Vận tải          | 26 tháng 1 năm 2021                       | 21–3                                                                                  | 3 tháng 2 năm 2021                                                                    | 84–15                                                                                 | 1 tháng 3 năm 2021                                                                    | 84–15                                                                                 | 2 tháng 3 năm 2021                                                                    | 3 tháng 3 năm 2021                                                                    |
| BT. Lao động                   | Marty Walsh              | MA   | 7 tháng 1 năm 2021   | Y tế, Giáo dục, Lao động & Lương hưu    | 4 tháng 2 năm 2021                        | 18–4                                                                                  | 11 tháng 2 năm 2021                                                                   | 68–30                                                                                 | 18 tháng 3 năm 2021                                                                   | 68–29                                                                                 | 22 tháng 3 năm 2021                                                                   | 23 tháng 3 năm 2021                                                                   |
| BT. Y tế & Dịch vụ Nhân sinh   | Xavier Becerra           | CA   | 7 tháng 12 năm 2020  | Y tế, Giáo dục, Lao động & Lương hưu    | 23 tháng 2 năm 2021                       | Tư vấn                                                                                | N/A                                                                                   | 50–49                                                                                 | 17 tháng 3 năm 2021                                                                   | 50–49                                                                                 | 18 tháng 3 năm 2021                                                                   | 19 tháng 3 năm 2021                                                                   |
| BT. Y tế & Dịch vụ Nhân sinh   | Xavier Becerra           | CA   | 7 tháng 12 năm 2020  | Tài chính                               | 24 tháng 2 năm 2021                       | 14–14                                                                                 | 3 tháng 3 năm 2021                                                                    | 50–49                                                                                 | 17 tháng 3 năm 2021                                                                   | 50–49                                                                                 | 18 tháng 3 năm 2021                                                                   | 19 tháng 3 năm 2021                                                                   |
| BT. Gia cư & Phát triển Đô thị | Marcia Fudge             | OH   | 10 tháng 12 năm 2020 | Ngân hàng, Gia cư & Các vấn đề Đô thị   | 28 tháng 1 năm 2021                       | 17–7                                                                                  | 4 tháng 2 năm 2021                                                                    | 69–30                                                                                 | 9 tháng 3 năm 2021                                                                    | 66–34                                                                                 | 10 tháng 3 năm 2021                                                                   | 10 tháng 3 năm 2021                                                                   |
| BT. Giao thông                 | Pete Buttigieg           | IN   | 15 tháng 12 năm 2020 | Thương mại, Khoa học & Vận tải          | 21 tháng 1 năm 2021                       | 21–3                                                                                  | 27 tháng 1 năm 2021                                                                   | N/A                                                                                   | N/A                                                                                   | 86–13                                                                                 | 2 tháng 2 năm 2021                                                                    | 3 tháng 2 năm 2021                                                                    |
| BT. Năng lượng                 | Jennifer Granholm        | MI   | 17 tháng 12 năm 2020 | Năng lượng & Tài nguyên thiên nhiên     | 27 tháng 1 năm 2021                       | 13–4                                                                                  | 3 tháng 2 năm 2021                                                                    | 67–32                                                                                 | 24 tháng 2 năm 2021                                                                   | 64–35                                                                                 | 25 tháng 2 năm 2021                                                                   | 25 tháng 2 năm 2021                                                                   |
| BT. Giáo dục                   | Miguel Cardona           | CT   | 22 tháng 12 năm 2020 | Y tế, Giáo dục, Lao động & Lương hưu    | 3 tháng 2 năm 2021                        | 17–5                                                                                  | 11 tháng 2 năm 2021                                                                   | 66–32                                                                                 | 25 tháng 2 năm 2021                                                                   | 64–33                                                                                 | 1 tháng 3 năm 2021                                                                    | 2 tháng 3 năm 2021                                                                    |
| BT. Cựu chiến binh             | Denis McDonough          | MD   | 10 tháng 12 năm 2020 | Cựu chiến binh                          | 27 tháng 1 năm 2021                       | Nhất trí                                                                              | 2 tháng 2 năm 2021                                                                    | N/A                                                                                   | N/A                                                                                   | 87–7                                                                                  | 8 tháng 2 năm 2021                                                                    | 9 tháng 2 năm 2021                                                                    |
| BT. Nội an                     | Alejandro Mayorkas       | DC   | 23 tháng 11 năm 2020 | An ninh Nội địa & Các vấn đề Chính phủ  | 19 tháng 1 năm 2021                       | 7–4                                                                                   | 26 tháng 1 năm 2021                                                                   | 55–42                                                                                 | 28 tháng 1 năm 2021                                                                   | 56–43                                                                                 | 2 tháng 2 năm 2021                                                                    | 2 tháng 2 năm 2021                                                                    |
| Quản lý EPA                    | Michael Regan            | NC   | 17 tháng 12 năm 2020 | Môi trường & Công trình Công cộng       | 3 tháng 2 năm 2021                        | 14–6                                                                                  | 9 tháng 2 năm 2021                                                                    | 65–35                                                                                 | 10 tháng 3 năm 2021                                                                   | 66–34                                                                                 | 10 tháng 3 năm 2021                                                                   | 11 tháng 3 năm 2021                                                                   |
| Chủ tịch OMB                   | Neera Tanden             | MA   | 30 tháng 11 năm 2020 | An ninh Nội địa & Các vấn đề Chính phủ  | 9 tháng 2 năm 2021                        | Rút khỏi đề cử vào ngày 2 tháng 3 năm 2021, chính thức đệ đơn vào 25 tháng 3 năm 2021 | Rút khỏi đề cử vào ngày 2 tháng 3 năm 2021, chính thức đệ đơn vào 25 tháng 3 năm 2021 | Rút khỏi đề cử vào ngày 2 tháng 3 năm 2021, chính thức đệ đơn vào 25 tháng 3 năm 2021 | Rút khỏi đề cử vào ngày 2 tháng 3 năm 2021, chính thức đệ đơn vào 25 tháng 3 năm 2021 | Rút khỏi đề cử vào ngày 2 tháng 3 năm 2021, chính thức đệ đơn vào 25 tháng 3 năm 2021 | Rút khỏi đề cử vào ngày 2 tháng 3 năm 2021, chính thức đệ đơn vào 25 tháng 3 năm 2021 | Rút khỏi đề cử vào ngày 2 tháng 3 năm 2021, chính thức đệ đơn vào 25 tháng 3 năm 2021 |
| Chủ tịch OMB                   | Neera Tanden             | MA   | 30 tháng 11 năm 2020 | Ngân sách                               | 10 tháng 2 năm 2021                       | Rút khỏi đề cử vào ngày 2 tháng 3 năm 2021, chính thức đệ đơn vào 25 tháng 3 năm 2021 | Rút khỏi đề cử vào ngày 2 tháng 3 năm 2021, chính thức đệ đơn vào 25 tháng 3 năm 2021 | Rút khỏi đề cử vào ngày 2 tháng 3 năm 2021, chính thức đệ đơn vào 25 tháng 3 năm 2021 | Rút khỏi đề cử vào ngày 2 tháng 3 năm 2021, chính thức đệ đơn vào 25 tháng 3 năm 2021 | Rút khỏi đề cử vào ngày 2 tháng 3 năm 2021, chính thức đệ đơn vào 25 tháng 3 năm 2021 | Rút khỏi đề cử vào ngày 2 tháng 3 năm 2021, chính thức đệ đơn vào 25 tháng 3 năm 2021 | Rút khỏi đề cử vào ngày 2 tháng 3 năm 2021, chính thức đệ đơn vào 25 tháng 3 năm 2021 |
| Chủ tịch OMB                   | Shalanda Young           | LA   | 24 tháng 11 năm 2021 | An ninh Nội địa & Các vấn đề Chính phủ  | 1 tháng 2 năm 2022                        | 8–6                                                                                   | 9 tháng 2 năm 2022                                                                    | 53–31                                                                                 | 14 tháng 3 năm 2022                                                                   | 61–36                                                                                 | 15 tháng 3 năm 2022                                                                   | 17 tháng 3 năm 2022                                                                   |
| Chủ tịch OMB                   | Shalanda Young           | LA   | 24 tháng 11 năm 2021 | Ngân sách                               | 1 tháng 2 năm 2022                        | 15–6                                                                                  | 10 tháng 2 năm 2022                                                                   | 53–31                                                                                 | 14 tháng 3 năm 2022                                                                   | 61–36                                                                                 | 15 tháng 3 năm 2022                                                                   | 17 tháng 3 năm 2022                                                                   |
| Giám đốc DNI                   | Avril Haines             | NY   | 23 tháng 11 năm 2020 | Tình báo                                | 19 tháng 1 năm 2021                       | Nhất trí                                                                              | 20 tháng 1 năm 2021                                                                   | N/A                                                                                   | N/A                                                                                   | 84–10                                                                                 | 20 tháng 1 năm 2021                                                                   | 21 tháng 1 năm 2021                                                                   |
| Đại diện Thương mại            | Katherine Tai            | DC   | 10 tháng 12 năm 2020 | Tài chính                               | 25 tháng 2 năm 2021                       | Nhất trí                                                                              | 3 tháng 3 năm 2021                                                                    | 98–0                                                                                  | 16 tháng 3 năm 2021                                                                   | 98–0                                                                                  | 17 tháng 3 năm 2021                                                                   | 18 tháng 3 năm 2021                                                                   |
| Đại sứ LHQ                     | Linda Thomas- Greenfield | LA   | 23 tháng 11 năm 2020 | Đối ngoại                               | 27 tháng 1 năm 2021                       | 18–4                                                                                  | 4 tháng 2 năm 2021                                                                    | 75–20                                                                                 | 22 tháng 2 năm 2021                                                                   | 78–20                                                                                 | 23 tháng 2 năm 2021                                                                   | 25 tháng 2 năm 2021                                                                   |
| Chủ tịch CEA                   | Cecilia Rouse            | NJ   | 30 tháng 11 năm 2020 | Ngân hàng, Gia cư & Các vấn đề Đô thị   | 28 tháng 1 năm 2021                       | Nhất trí                                                                              | 4 tháng 2 năm 2021                                                                    | 94–5                                                                                  | 2 tháng 3 năm 2021                                                                    | 95–4                                                                                  | 2 tháng 3 năm 2021                                                                    | 12 tháng 3 năm 2021                                                                   |
| Quản lý SBA                    | Isabel Guzman            | CA   | 7 tháng 1 năm 2021   | Doanh nghiệp nhỏ & Doanh nhân           | 3 tháng 2 năm 2021                        | 15–5                                                                                  | 24 tháng 2 năm 2021                                                                   | 80–18                                                                                 | 16 tháng 3 năm 2021                                                                   | 81–17                                                                                 | 16 tháng 3 năm 2021                                                                   | 17 tháng 3 năm 2021                                                                   |
| Giám đốc OSTP                  | Eric Lander              | MA   | 15 tháng 1 năm 2021  | Thương mại, Khoa học & Vận tải          | 29 tháng 4 năm 2021                       | 22–6                                                                                  | 20 tháng 5 năm 2021                                                                   | N/A                                                                                   | N/A                                                                                   | Nhất trí                                                                              | 28 tháng 5 năm 2021                                                                   | 2 tháng 6 năm 2021                                                                    |
| Giám đốc OSTP                  | Arati Prabhakar          | CA   | 21 tháng 6 năm 2022  | Thương mại, Khoa học & Vận tải          | 20 tháng 7 năm 2022                       | Chưa giải quyết                                                                       | TBD                                                                                   | TBD                                                                                   | TBD                                                                                   | Chưa giải quyết                                                                       | TBD                                                                                   | TBD                                                                                   |

Chú thích
1. ↑  Sau khi thông qua miễn trừ ở cả 2 ủy ban Dịch vụ vũ trang ở 2 viện, việc Austin được kiễn trừ thời hạn giải ngữ để trở thành Bộ trưởng Quốc phòng đã được Tổng thống Biden ký thành luật vào ngày 22 tháng 1 năm 2021.
2. ↑  Do cuộc bỏ phiếu có kết quả hoà trong ủy ban, một bản kiến nghị được yêu cầu để đưa đề cử của Becerra lên sàn Thượng viện, được thông qua với 51–48 vào ngày 11 tháng 3 năm 2021.
3. ↑  Phiếu bầu của ủy ban dự kiến vào ngày 24 tháng 2 năm 2021, đã bị hủy bỏ vào ngày hôm đó, trước khi Tanden rút lui.

## Viên chức dân cử

### Tổng thống
Vào ngày 7 tháng 11 năm 2020, Joe Biden (D) đánh bại tổng thống đương nhiệm Donald Trump (R) trong cuộc bầu cử tổng thống năm 2020. Joe Biden nhận được 306 phiếu đại cử tri so với 232 phiếu đại cử tri của Trump, với 270 phiếu đại cử tri cần thiết để đắc cử tổng thống. Ông nhậm chức vào ngày 20 tháng 1 năm 2021.
| Tổng thống | Tổng thống | Tổng thống           | Tổng thống | Tổng thống |
| Chân dung  | Tên        | Ngày sinh            | Tiểu sử | Nguồn      |
| ---------- | ---------- | -------------------- | --- | ---------- |
|            | Joe Biden  | 20 tháng 11 năm 1942 | - Phó Tổng thống Hoa Kỳ (2009–2017) - Chủ tịch Cuộc họp kín quốc tế về kiểm soát ma tuý (2007-2009) - Chủ tịch Ủy ban Đối ngoại Thượng viện (2001–2003, 2007–2009) - Ứng cử viên tổng thống của đảng Dân chủ (1988, 2008, 2020) - Chủ tịch Ủy ban Tư pháp Thượng viện (1987–1995) - Thượng nghị sĩ Hoa Kỳ từ Delaware (1973-2009) - Thành viên Hội đồng Quận New Castle từ khu 4 (1971–1973) | [ 11 ]     |

### Phó Tổng thống
Thượng nghị sĩ Kamala Harris (D-CA) được bầu làm phó tổng thống Hoa Kỳ, nhận được 306 phiếu đại cử tri, so với phó tổng thống đương nhiệm, Mike Pence (R), người nhận được 232 phiếu đại cử tri, cần 270 phiếu đê đắc cử. Một phó tổng thống được bầu không yêu cầu Thượng viện phê chuẩn, và phó tổng thống không phục vụ theo ý muốn của tổng thống.
Nhậm chức vào ngày 20 tháng 1 năm 2021, bà là nữ phó tổng thống đầu tiên của Hoa Kỳ cũng như người Mỹ gốc Phi và người Mỹ gốc Á đầu tiên giữ chức vụ này.
| Phó Tổng thống | Phó Tổng thống | Phó Tổng thống       | Phó Tổng thống | Phó Tổng thống |
| Chân dung      | Tên            | Ngày sinh            | Tiểu sử | Nguồn          |
| -------------- | -------------- | -------------------- | --- | -------------- |
|                | Kamala Harris  | 20 tháng 10 năm 1964 | - Ứng cử viên tổng thống của đảng Dân chủ (2020) - Thượng nghị sĩ Hoa Kỳ từ California (2017–2021) - Tổng chưởng lý California (2011–2017) - Biện lý quận San Francisco (2004–2011) | [ 12 ]         |

## Chức vụ được đề cử vào Nội các
Các vị trí nội các sau đây được liệt kê theo thứ tự thành lập của họ (cũng được sử dụng làm cơ sở cho dòng kế vị tổng thống Hoa Kỳ ).

### Bộ trưởng Bộ Ngoại giao
Ứng cử viên cho chức Bộ trưởng Ngoại giao được xem xét trong các phiên điều trần do các thành viên của Ủy ban Đối ngoại tổ chức, sau đó được trình lên toàn thể Thượng viện để bỏ phiếu.
- Phiên điều trần của Ủy ban Đối ngoại được tổ chức vào ngày 19 tháng 1 năm 2021 và được thông qua với tỷ lệ phiếu 15–3 vào ngày 25 tháng 1 năm 2021. Được Thượng viện phê chuẩn với tỷ lệ phiếu 78–22 và tuyên thệ nhậm chức vào ngày 26 tháng 1 năm 2021.[13]

| Bộ trưởng Bộ Ngoại giao | Bộ trưởng Bộ Ngoại giao | Bộ trưởng Bộ Ngoại giao | Bộ trưởng Bộ Ngoại giao | Bộ trưởng Bộ Ngoại giao |
| Chân dung               | Tên                     | Ngày sinh               | Tiểu sử | Nguồn                   |
| ----------------------- | ----------------------- | ----------------------- | --- | ----------------------- |
|                         | Antony Blinken          | 16 tháng 4 năm 1962     | - Thứ trưởng Ngoại giao (2015–2017) - Phó Cố vấn An ninh Quốc gia (2013–2015) - Cố vấn An ninh Quốc gia cho Phó Tổng thống (2009–2013) | [ 14 ]                  |

### Bộ trưởng Bộ Ngân khố
Ứng cử viên cho chức Bộ trưởng Ngân khố được xem xét trong các phiên điều trần do các thành viên của Ủy ban Tài chính tổ chức, sau đó được trình lên toàn thể Thượng viện để bỏ phiếu.
- Phiên điều trần của Ủy ban Tài chính được tổ chức vào ngày 19 tháng 1 năm 2021 và được nhất trí thông qua vào ngày 22 tháng 1 năm 2021. Được Thượng viện phê chuẩn với tỷ lệ phiếu 84–15 vào ngày 25 tháng 1 năm 2021 và tuyên thệ nhậm chức vào ngày 26 tháng 1 năm 2021.[15]

| Bộ trưởng Bộ Ngân khố | Bộ trưởng Bộ Ngân khố | Bộ trưởng Bộ Ngân khố | Bộ trưởng Bộ Ngân khố | Bộ trưởng Bộ Ngân khố |
| Chân dung             | Tên                   | Ngày sinh             | Tiểu sử | Nguồn                 |
| --------------------- | --------------------- | --------------------- | --- | --------------------- |
|                       | Janet Yellen          | 13 tháng 8 năm 1946   | - Chủ tịch Cục Dự trữ Liên bang (2014–2018) - Phó Chủ tịch Cục Dự trữ Liên bang (2010–2014) - Chủ tịch Ngân hàng Dự trữ Liên bang San Francisco (2004–2010) - Chủ tịch Hội đồng Cố vấn Kinh tế (1997–1999) - Thành viên của Hội đồng Thống đốc Cục Dự trữ Liên bang (1994–1997; 2010–2018) | [ 16 ]                |

### Bộ trưởng Bộ Quốc phòng
Ứng cử viên cho chức Bộ trưởng Quốc phòng được xem xét trong các phiên điều trần do các thành viên của Ủy ban Dịch vụ Vũ trang tổ chức, sau đó được trình lên toàn thể Thượng viện để bỏ phiếu. Người được Biden đề cử, đại tướng về hưu Lloyd Austin, yêu cầu được Quốc hội miễn trừ theo Đạo luật An ninh Quốc gia năm 1947 trước khi ông được phê chuẩn.
- Quy trình miễn trừ tại Hạ viện
  - Cuộc họp kín của Ủy ban Dịch vụ Vũ trang Hạ viện đã được tổ chức và thông qua mà không bị phản đối vào ngày 21 tháng 1 năm 2021. Biểu quyết bởi toàn thể Hạ viện đã thông qua 326–78 vào ngày 21 tháng 1 năm 2021.
- Quy trình miễn trừ tại Thượng viện
  - Phiên điều trần của Ủy ban Dịch vụ Vũ trang Thượng viện được tổ chức và thông qua bằng bỏ phiếu bằng giọng nói vào ngày 21 tháng 1 năm 2021. Biểu quyết bởi toàn thể Thượng viện đã thông qua 69–27 vào ngày 21 tháng 1 năm 2021.
- Quy trình miễn trừ thành luật
  - Ký thành luật ngày 22 tháng 1 năm 2021.[18]
- Quy trình phê chuẩn: Phiên điều trần của Ủy ban Dịch vụ Vũ trang được tổ chức vào ngày 19 tháng 1 năm 2021 và được nhất trí thông qua vào ngày 21 tháng 1 năm 2021. Được Thượng viện phê chuẩn với tỷ lệ phiếu 93–2 và tuyên thệ nhậm chức vào ngày 22 tháng 1 năm 2021.[19]

| Bộ trưởng Bộ Quốc phòng | Bộ trưởng Bộ Quốc phòng | Bộ trưởng Bộ Quốc phòng | Bộ trưởng Bộ Quốc phòng | Bộ trưởng Bộ Quốc phòng |
| Chân dung               | Tên                     | Ngày sinh               | Tiểu sử | Nguồn                   |
| ----------------------- | ----------------------- | ----------------------- | --- | ----------------------- |
|                         | Lloyd Austin            | 8 tháng 8 năm 1953      | - Tư lệnh Bộ Chỉ huy Trung tâm Hoa Kỳ (2013–2016) - Phó Tham mưu trưởng Quân đội Hoa Kỳ (2012–2013) - Tổng chỉ huy Lực lượng Hoa Kỳ - Iraq (2010–2011) | [ 20 ]                  |

### Bộ trưởng Bộ Tư pháp
Ứng cử viên cho chức Bộ trưởng Tư pháp được xem xét trong các phiên điều trần do các thành viên của Ủy ban Tư pháp tổ chức, sau đó được trình lên toàn thể Thượng viện để bỏ phiếu.
- Các phiên điều trần của Ủy ban Tư pháp được tổ chức từ ngày 22 đến 23 tháng 2 năm 2021 và được thông qua với tỷ lệ phiếu 15-7 vào ngày 1 tháng 3 năm 2021. Cuộc bỏ phiếu hoà giải được triệu tập với tỷ lệ phiếu 70–29 vào ngày 9 tháng 3 năm 2021. Được Thượng viện phê chuẩn với tỷ lệ phiếu 70–30 vào ngày 10 tháng 3 năm 2021 và tuyên thệ nhậm chức vào ngày 11 tháng 3 năm 2021.[21]

| Bộ trưởng Bộ Tư pháp | Bộ trưởng Bộ Tư pháp | Bộ trưởng Bộ Tư pháp | Bộ trưởng Bộ Tư pháp | Bộ trưởng Bộ Tư pháp |
| Chân dung            | Tên                  | Ngày sinh            | Tiểu sử | Nguồn                |
| -------------------- | -------------------- | -------------------- | --- | -------------------- |
|                      | Merrick Garland      | 13 tháng 11 năm 1952 | - Chánh án Tòa Phúc thẩm Hoa Kỳ cho Quận Columbia (2013–2020) - Thẩm phán Tòa Phúc thẩm Hoa Kỳ cho Quận Columbia (1997–2021) | [ 22 ]               |

### Bộ trưởng Bộ Nội vụ
Ứng cử viên cho chức Bộ trưởng Nội vụ được xem xét trong các phiên điều trần do các thành viên của Ủy ban Năng lượng và Tài nguyên tổ chức, sau đó được trình lên toàn thể Thượng viện để bỏ phiếu. Biden được cho là đã đề nghị vị trí này cho Thống đốc Michelle Lujan Grisham của New Mexico, nhưng bà đã từ chối.
- Phiên điều trần của Ủy ban Năng lượng và Tài nguyên thiên nhiên được tổ chức vào ngày 23 tháng 2 năm 2021 và được thông qua với tỷ lệ phiếu 11-9 vào ngày 4 tháng 3 năm 2021. Cuộc bỏ phiếu hoà giải được triệu tập với tỷ lệ phiếu 54-42 vào ngày 11 tháng 3 năm 2021. Được Thượng viện phê chuẩn với tỷ lệ phiếu 51–40 vào ngày 15 tháng 3 năm 2021 và tuyên thệ nhậm chức vào ngày 16 tháng 3 năm 2021.[24]

| Bộ trưởng Bộ Nội vụ | Bộ trưởng Bộ Nội vụ | Bộ trưởng Bộ Nội vụ | Bộ trưởng Bộ Nội vụ | Bộ trưởng Bộ Nội vụ |
| Chân dung           | Tên                 | Ngày sinh           | Tiểu sử | Nguồn               |
| ------------------- | ------------------- | ------------------- | --- | ------------------- |
|                     | Deb Haaland         | 2 tháng 12 năm 1960 | - Dân biểu Hoa Kỳ từ NM-01 (2019–2021) - Chủ tịch Đảng Dân chủ New Mexico (2015–2017) - Ứng cử viên Thống đốc New Mexico của Đảng Dân chủ ( 2014 ) | [ 25 ]              |

### Bộ trưởng Bộ Nông nghiệp
Ứng cử viên cho chức Bộ trưởng Nông nghiệp được xem xét trong các phiên điều trần do các thành viên của Ủy ban Nông nghiệp, Dinh dưỡng và Lâm nghiệp tổ chức, sau đó được trình lên toàn thể Thượng viện để bỏ phiếu.
- Phiên điều trần của Ủy ban Nông nghiệp, Dinh dưỡng và Lâm nghiệp được tổ chức và được nhất trí thông qua vào ngày 2 tháng 2 năm 2021. Được Thượng viện phê chuẩn với tỷ lệ phiếu 92-7 vào ngày 23 tháng 2 năm 2021 và tuyên thệ nhậm chức vào ngày 24 tháng 2 năm 2021.[26]

| Bộ trưởng Bộ Nông nghiệp | Bộ trưởng Bộ Nông nghiệp | Bộ trưởng Bộ Nông nghiệp | Bộ trưởng Bộ Nông nghiệp | Bộ trưởng Bộ Nông nghiệp |
| Chân dung                | Tên                      | Ngày sinh                | Tiểu sử | Nguồn                    |
| ------------------------ | ------------------------ | ------------------------ | --- | ------------------------ |
|                          | Tom Vilsack              | 13 tháng 12 năm 1950     | - Bộ trưởng Bộ Nông nghiệp Hoa Kỳ (2009–2017) - Thống đốc Iowa (1999–2007) - Thành viên của Thượng viện Iowa (1993–1999) - Thị trưởng Mount Pleasant, Iowa (1987–1992) | [ 27 ]                   |

### Bộ trưởng Bộ Thương mại
Ứng cử viên cho chức Bộ trưởng Thương mại được xem xét trong các phiên điều trần do các thành viên của Ủy ban Thương mại, Khoa học và Vận tải tổ chức, sau đó được trình lên toàn thể Thượng viện để bỏ phiếu.
- Phiên điều trần của Ủy ban Thương mại, Khoa học và Giao thông vận tải được tổ chức vào ngày 26 tháng 1 năm 2021 và được thông qua với tỷ lệ phiếu 21–3 vào ngày 3 tháng 2 năm 2021. Cuộc bỏ phiếu hòa giải được triệu tập với tỷ lệ phiếu 84–15 vào ngày 1 tháng 3 năm 2021. Được Thượng viện phê chuẩn với tỷ lệ phiếu 84–15 vào ngày 2 tháng 3 năm 2021 và tuyên thệ nhậm chức vào ngày 3 tháng 3 năm 2021.[28]

| Bộ trưởng Bộ Thương mại | Bộ trưởng Bộ Thương mại | Bộ trưởng Bộ Thương mại | Bộ trưởng Bộ Thương mại                                                          | Bộ trưởng Bộ Thương mại |
| Chân dung               | Tên                     | Ngày sinh               | Tiểu sử                                                                          | Nguồn                   |
| ----------------------- | ----------------------- | ----------------------- | -------------------------------------------------------------------------------- | ----------------------- |
|                         | Gina Raimondo           | 17 tháng 5 năm 1971     | - Thống đốc Rhode Island (2015–2021) - Tổng Thủ quỹ của Rhode Island (2011–2015) | [ 29 ]                  |

### Bộ trưởng Bộ Lao động
Ứng cử viên cho chức Bộ trưởng Lao động được xem xét trong các phiên điều trần do các thành viên của Ủy ban Y tế, Giáo dục, Lao động và Lương hưu, sau đó được trình lên toàn thể Thượng viện để bỏ phiếu.
- Phiên điều trần của Ủy ban Y tế, Giáo dục, Lao động và Lương hưu được tổ chức vào ngày 4 tháng 2 năm 2021 và được thông qua với tỷ lệ phiếu 18–4 vào ngày 11 tháng 2 năm 2021. Cuộc bỏ phiếu hòa giải triệu tập với tỷ lệ phiếu 68–30 vào ngày 18 tháng 3 năm 2021. Được Thượng viện phê chuẩn với tỷ lệ phiếu 68–29 vào ngày 22 tháng 3 năm 2021 và tuyên thệ nhậm chức vào ngày 23 tháng 3 năm 2021.[30]

| Bộ trưởng Bộ Lao động | Bộ trưởng Bộ Lao động | Bộ trưởng Bộ Lao động | Bộ trưởng Bộ Lao động                                                          | Bộ trưởng Bộ Lao động |
| Chân dung             | Tên                   | Ngày sinh             | Tiểu sử                                                                        | Nguồn                 |
| --------------------- | --------------------- | --------------------- | ------------------------------------------------------------------------------ | --------------------- |
|                       | Marty Walsh           | 10 tháng 4 năm 1967   | - Thị trưởng Boston (2014–2021) - Thành viên Hạ viện Massachusetts (1997–2014) | [ 31 ]                |

### Bộ trưởng Bộ tế và Dịch vụ Nhân sinh
Mặc dù trong lịch sử, ứng cử viên được xem xét trong các cuộc họp với Ủy ban Y tế, Giáo dục, Lao động và Lương hưu, ứng cử viên cho chức cho chức Bộ trưởng Y tế và Dịch vụ Nhân sinh được xem xét trong các phiên điều trần do các thành viên của Ủy ban Tài chính Thượng viện Hoa Kỳ tổ chức, sau đó được trình lên toàn thể Thượng viện để bỏ phiếu.
- Phiên điều trần tham vấn của Ủy ban Y tế, Giáo dục, Lao động và Lương hưu được tổ chức vào ngày 23 tháng 2 năm 2021.[32]
- Phiên điều trần của Ủy ban Tài chính được tổ chức vào ngày 24 tháng 2 năm 2021 và kết thúc tỷ lệ phiếu hòa 14–14 vào ngày 3 tháng 3 năm 2021 nên sự phê chuẩn đối với chức vụ này được chuyển lên sàn thông qua với tỷ lệ phiếu 51–48 vào ngày 11 tháng 03 năm 2021. Cuộc bỏ phiếu hòa giải được triệu tập với tỷ lệ phiếu 50–49 vào ngày 17 tháng 3 năm 2021. Được Thượng viện phê chuẩn với tỷ lệ phiếu 50–49 vào ngày 18 tháng 3 năm 2021 và tuyên thệ nhậm chức vào ngày 19 tháng 3 năm 2021.[33]

| Bộ trưởng Y tế và Dịch vụ Nhân sinh | Bộ trưởng Y tế và Dịch vụ Nhân sinh | Bộ trưởng Y tế và Dịch vụ Nhân sinh | Bộ trưởng Y tế và Dịch vụ Nhân sinh | Bộ trưởng Y tế và Dịch vụ Nhân sinh |
| Chân dung                           | Tên                                 | Ngày sinh                           | Tiểu sử | Nguồn                               |
| ----------------------------------- | ----------------------------------- | ----------------------------------- | --- | ----------------------------------- |
|                                     | Xavier Becerra                      | 26 tháng 1 năm 1958                 | - Tổng chưởng lý của California (2017–2021) - Dân biểu Hoa Kỳ cho CA-34 (2013–2017), CA-31 (2003–2013), CA-30 (1993–2003) - Thành viên của Quốc hội Tiểu bang California (1990–1992) | [ 14 ]                              |

### Bộ trưởng Bộ Gia cư và Phát triển đô thị
Ứng cử viên cho chức Bộ trưởng Gia cư và Phát triển Đô thị được xem xét trong các phiên điều trần do các thành viên của Ủy ban Ngân hàng, Gia cư và Các vấn đề Đô thị tổ chức, sau đó được trình lên toàn thể Thượng viện để bỏ phiếu.
- Phiên điều trần của Ủy ban Ngân hàng, Gia cư và Các vấn đề Đô thị được tổ chức vào ngày 28 tháng 1 năm 2021 và được thông qua với tỷ lệ phiếu 17-7 vào ngày 4 tháng 2 năm 2021. Cuộc bỏ phiếu hòa giải được triệu tập với tỷ lệ phiếu 69–30 vào ngày 9 tháng 3 năm 2021. Được Thượng viện phê chuẩn với tỷ lệ phiếu 66–34 và tuyên thệ nhậm chức vào ngày 10 tháng 3 năm 2021.[34]

| Bộ trưởng Bộ Phát triển Nhà và Đô thị | Bộ trưởng Bộ Phát triển Nhà và Đô thị | Bộ trưởng Bộ Phát triển Nhà và Đô thị | Bộ trưởng Bộ Phát triển Nhà và Đô thị | Bộ trưởng Bộ Phát triển Nhà và Đô thị |
| Chân dung                             | Tên                                   | Ngày sinh                             | Tiểu sử | Nguồn                                 |
| ------------------------------------- | ------------------------------------- | ------------------------------------- | --- | ------------------------------------- |
|                                       | Marcia Fudge                          | 29 tháng 10 năm 1952                  | - Dân biểu Hoa Kỳ từ OH-11 (2008–2021) - Chủ tịch của Cuộc họp kín các thành viên Quốc hội da đen (2013–2015) - Thị trưởng Warrensville Heights, Ohio (2000–2008) | [ 35 ]                                |

### Bộ trưởng Bộ Giao thông
Ứng cử viên cho chức Bộ trưởng Giao thông vận tải được xem xét trong các phiên điều trần do các thành viên của Ủy ban Thương mại, Khoa học và Vận tải tổ chức, sau đó được trình lên toàn thể Thượng viện để bỏ phiếu.
- Phiên điều trần của Ủy ban Thương mại, Khoa học và Vận tải được tổ chức vào ngày 21 tháng 1 năm 2021 và được thông qua với tỷ lệ phiếu 21–3 vào ngày 27 tháng 1 năm 2021. Được Thượng viện phê chuẩn với tỷ lệ phiếu 86–13 vào ngày 2 tháng 2 năm 2021 và tuyên thệ nhậm chức vào ngày 3 tháng 2 năm 2021.[36]

| Bộ trưởng Bộ Giao thông | Bộ trưởng Bộ Giao thông | Bộ trưởng Bộ Giao thông | Bộ trưởng Bộ Giao thông | Bộ trưởng Bộ Giao thông |
| Chân dung               | Tên                     | Ngày sinh               | Tiểu sử | Nguồn                   |
| ----------------------- | ----------------------- | ----------------------- | --- | ----------------------- |
|                         | Pete Buttigieg          | 19 tháng 1 năm 1982     | - Ứng cử viên tổng thống của đảng Dân chủ (2020) - Thị trưởng South Bend, Indiana (2012–2020) - Nhà phân tích tình báo tại Cục Dự trữ Hải quân Hoa Kỳ (2009–2017) - Ứng cử viên Thủ quỹ Bang Indiana của đảng Dân chủ (2010) | [ 38 ]                  |

### Bộ trưởng Bộ Năng lượng
Ứng cử viên cho chức Bộ trưởng Năng lượng được xem xét trong các phiên điều trần do các thành viên của Ủy ban Năng lượng và Tài nguyên tổ chức, sau đó được trình lên toàn thể Thượng viện để bỏ phiếu.
- Phiên điều trần của Ủy ban Năng lượng và Tài nguyên được tổ chức vào ngày 27 tháng 1 năm 2021 và được thông qua với tỷ lệ phiếu 13–4 vào ngày 3 tháng 2 năm 2021. Cuộc bỏ phiếu hòa giải được triệu tập với tỷ lệ phiếu 67–32 vào ngày 24 tháng 2 năm 2021. Được Thượng viện phê chuẩn với tỷ lệ phiếu 64–35 và tuyên thệ nhậm chức vào ngày 25 tháng 2 năm 2021.[39]

| Bộ trưởng Bộ Năng lượng | Bộ trưởng Bộ Năng lượng | Bộ trưởng Bộ Năng lượng | Bộ trưởng Bộ Năng lượng                                                | Bộ trưởng Bộ Năng lượng |
| Chân dung               | Tên                     | Ngày sinh               | Tiểu sử                                                                | Nguồn                   |
| ----------------------- | ----------------------- | ----------------------- | ---------------------------------------------------------------------- | ----------------------- |
|                         | Jennifer Granholm       | 5 tháng 2 năm 1959      | - Thống đốc Michigan (2003–2011) - Tổng chưởng lý Michigan (1999–2003) | [ 40 ]                  |

### Bộ trưởng Bộ Giáo dục
Ứng cử viên cho chức Bộ trưởng Giáo dục được xem xét trong các phiên điều trần do các thành viên của Ủy ban Y tế, Giáo dục, Lao động và Lương hưu tổ chức, sau đó được trình lên toàn thể Thượng viện để bỏ phiếu.
- Phiên điều trần của Ủy ban Y tế, Giáo dục, Lao động và Lương hưu được tổ chức vào ngày 3 tháng 2 năm 2021 và được thông qua với tỷ lệ phiếu 17–5 vào ngày 11 tháng 2 năm 2021. Cuộc bỏ phiếu hoà giải được triệu tập với tỷ lệ phiếu 66–32 vào ngày 25 tháng 2 năm 2021. Được Thượng viện phê chuẩn với tỷ lệ phiếu 64–33 vào ngày 1 tháng 3 năm 2021 và tuyên thệ nhậm chức vào ngày 2 tháng 3 năm 2021.[41]

| Bộ trưởng Bộ Giáo dục | Bộ trưởng Bộ Giáo dục | Bộ trưởng Bộ Giáo dục | Bộ trưởng Bộ Giáo dục                      | Bộ trưởng Bộ Giáo dục |
| Chân dung             | Tên                   | Ngày sinh             | Tiểu sử                                    | Nguồn                 |
| --------------------- | --------------------- | --------------------- | ------------------------------------------ | --------------------- |
|                       | Miguel Cardona        | 11 tháng 7 năm 1975   | - Ủy viên Giáo dục Connecticut (2019–2021) | [ 42 ]                |

### Bộ trưởng Bộ Cựu chiến binh
Ứng cử viên cho chức Bộ trưởng Cựu chiến binh được xem xét trong các phiên điều trần do các thành viên của Ủy ban Cựu chiến binh tổ chức, sau đó được trình lên toàn thể Thượng viện để bỏ phiếu.
- Phiên điều trần của Ủy ban Cựu chiến binh được tổ chức vào ngày 27 tháng 1 năm 2021 và được nhất trí thông qua vào ngày 2 tháng 2 năm 2021. Được Thượng viện phê chuẩn với tỷ lệ phiếu 87–7 vào ngày 8 tháng 2 năm 2021 và tuyên thệ nhậm chức vào ngày 9 tháng 2 năm 2021.[43]

| Bộ trưởng Bộ Cựu chiến binh | Bộ trưởng Bộ Cựu chiến binh | Bộ trưởng Bộ Cựu chiến binh | Bộ trưởng Bộ Cựu chiến binh | Bộ trưởng Bộ Cựu chiến binh |
| Chân dung                   | Tên                         | Ngày sinh                   | Tiểu sử | Nguồn                       |
| --------------------------- | --------------------------- | --------------------------- | --- | --------------------------- |
|                             | Denis McDonough             | 2 tháng 12 năm 1969         | - Chánh Văn phòng Nhà Trắng (2013–2017) - Phó Cố vấn An ninh Quốc gia (2010–2013) - Tham mưu trưởng Hội đồng An ninh Quốc gia (2009–2010) | [ 44 ]                      |

### Bộ trưởng Bộ An ninh Nội địa
Ứng cử viên cho chức Bộ trưởng An ninh Nội địa được xem xét trong các phiên điều trần do các thành viên của Ủy ban An ninh Nội địa và Các vấn đề Chính phủ tổ chức, sau đó được trình lên toàn thể Thượng viện để bỏ phiếu.
- Phiên điều trần của Ủy ban An ninh Nội địa và Các vấn đề Chính phủ được tổ chức vào ngày 19 tháng 1 năm 2021 và được thông qua với tỷ lệ phiếu 7–4 vào ngày 26 tháng 1 năm 2021. Cuộc bỏ phiếu hoà giải được triệu tập với tỷ lệ phiếu 55-42 vào ngày 28 tháng 1 năm 2021. Được Thượng viện phê chuẩn với tỷ lệ phiếu 56–43 và tuyên thệ nhậm chức vào ngày 2 tháng 2 năm 2021.[45]

| Bộ trưởng Bộ An ninh Nội địa | Bộ trưởng Bộ An ninh Nội địa | Bộ trưởng Bộ An ninh Nội địa | Bộ trưởng Bộ An ninh Nội địa | Bộ trưởng Bộ An ninh Nội địa |
| Chân dung                    | Tên                          | Ngày sinh                    | Tiểu sử | Nguồn                        |
| ---------------------------- | ---------------------------- | ---------------------------- | --- | ---------------------------- |
|                              | Alejandro Mayorkas           | 24 tháng 11 năm 1959         | - Thứ trưởng An ninh Nội địa Hoa Kỳ (2013–2016) - Giám đốc Sở Di trú và Nhập tịch Hoa Kỳ (2009–2013) - Luật sư Hoa Kỳ cho Quận Trung tâm của California (1998–2001) | [ 14 ]                       |

## Chức vụ được đề cử vào các vị trí cấp Nội các
Các vị trí cấp Nội các có các chức vụ được coi là cấp Nội các, nhưng không phải là người đứng đầu các cơ quan hành pháp. Những vị trí được coi là cấp nội các sẽ thay đổi theo ý từng tổng thống. Biden đã thăng ba vị trí lên cấp Nội các, đồng thời giáng chức Giám đốc Cơ quan Tình báo Trung ương.

### Quản lý Cơ quan Bảo vệ Môi trường
- Phiên điều trần của Ủy ban Môi trường và Công trình Công cộng được tổ chức vào ngày 3 tháng 2 năm 2021 và được thông qua với tỷ lệ phiếu 14–6 vào ngày 9 tháng 2 năm 2021. Cuộc bỏ phiếu hoà giải được triệu tập với tỷ lệ phiếu 65–35. Được Thượng viện phê chuẩn với tỷ lệ phiếu 66–34 vào ngày 10 tháng 3 năm 2021 và tuyên thệ nhậm chức ngày 11 tháng 3 năm 2021.[47]

| Quản lý Cơ quan Bảo vệ Môi trường | Quản lý Cơ quan Bảo vệ Môi trường | Quản lý Cơ quan Bảo vệ Môi trường | Quản lý Cơ quan Bảo vệ Môi trường                              | Quản lý Cơ quan Bảo vệ Môi trường |
| Chân dung                         | Tên                               | Ngày sinh                         | Tiểu sử                                                        | Nguồn                             |
| --------------------------------- | --------------------------------- | --------------------------------- | -------------------------------------------------------------- | --------------------------------- |
|                                   | Michael S. Regan                  | 6 tháng 8 năm 1976                | - Bộ trưởng Cục Chất lượng Môi trường Bắc Carolina (2017–2021) | [ 48 ]                            |

### Giám đốc Văn phòng Hành chính và Ngân sách

#### Đề cử lần đầu
- Phiên điều trần của Ủy ban An ninh Nội địa và Các vấn đề Chính phủ được tổ chức vào ngày 9 tháng 2 năm 2021. Cuộc bỏ phiếu của ủy ban bị hủy bỏ vào ngày 24 tháng 2 năm 2021.[49]
- Phiên điều trần của Ủy ban Ngân sách được tổ chức vào ngày 10 tháng 2 năm 2021. Cuộc bỏ phiếu của ủy ban bị hủy bỏ vào ngày 24 tháng 2 năm 2021.
- Ứng cử viên cho chức vụ này rút khỏi đề cử vào ngày 2 tháng 3 năm 2021 và chính thức được đệ trình lên Thượng viện vào ngày 25 tháng 3 năm 2021.[50]

| Giám đốc Văn phòng Hành chính và Ngân sách | Giám đốc Văn phòng Hành chính và Ngân sách | Giám đốc Văn phòng Hành chính và Ngân sách | Giám đốc Văn phòng Hành chính và Ngân sách | Giám đốc Văn phòng Hành chính và Ngân sách |
| Chân dung                                  | Tên                                        | Ngày sinh                                  | Tiểu sử | Nguồn                                      |
| ------------------------------------------ | ------------------------------------------ | ------------------------------------------ | --- | ------------------------------------------ |
|                                            | Neera Tanden                               | 10 tháng 9 năm 1970                        | - Chủ tịch kiêm CEO Trung tâm Tiến bộ Hoa Kỳ (2011 – nay) - Cố vấn cấp cao cho Bộ trưởng Y tế và Dịch vụ Nhân sinh Kathleen Sebelius (2009–2014) - Giám đốc Chính sách Nội địa cho chiến dịch tranh cử tổng thống Obama (2008) | [ 14 ]                                     |

#### Đề cử lần hai
- Phiên điều trần của Ủy ban An ninh Nội địa và Các vấn đề Chính phủ được tổ chức vào ngày 1 tháng 2 năm 2022, và được thông qua với tỷ lệ phiếu 8–6 vào ngày 9 tháng 2 năm 2022.
- Phiên điều trần của Ủy ban Ngân sách được tổ chức vào ngày 1 tháng 2 năm 2022, và được thông qua với tỷ lệ phiếu ngày 9 tháng 2 năm 2022. Cuộc bỏ phiếu hoà giải được triệu tập với tỷ lệ phiếu 53–31 vào ngày 14 tháng 3 năm 2022. Được Thượng viện phê chuẩn với tỷ lệ phiếu 61–36 vào ngày 15 tháng 3 năm 2022 và tuyên thệ nhậm chức vào ngày 17 tháng 3 năm 2022.[51]

| Giám đốc Văn phòng Hành chính và Ngân sách | Giám đốc Văn phòng Hành chính và Ngân sách | Giám đốc Văn phòng Hành chính và Ngân sách | Giám đốc Văn phòng Hành chính và Ngân sách | Giám đốc Văn phòng Hành chính và Ngân sách |
| Chân dung                                  | Tên                                        | Ngày sinh                                  | Tiểu sử | Nguồn                                      |
| ------------------------------------------ | ------------------------------------------ | ------------------------------------------ | --- | ------------------------------------------ |
|                                            | Shalanda Young                             | 29 tháng 8 năm 1977                        | - Quyền Giám đốc và Phó Giám đốc Văn phòng Hành chính và Ngân sách (2021–2022) - Giám đốc Nhân sự Đảng Dân chủ tại Ủy ban Phân bổ ngân sách Hạ viện (2017–2021) - Phó Giám đốc Nhân sự Đảng Dân chủ tại Ủy ban Phân bổ ngân sách Hạ viện (2016–2017) - Chuyên viên tại Ủy ban Phân bổ ngân sách Hạ viện (2003–2016) | [ 52 ]                                     |

### Giám đốc Tình báo quốc gia
- Phiên điều trần của Ủy ban Tình báo được tổ chức vào ngày 19 tháng 1 năm 2021 và được nhất trí thông qua vào ngày 20 tháng 1 năm 2021. Được Thượng viện phê chuẩn với tỷ lệ phiếu 84–10 vào ngày 20 tháng 1 năm 2021 và tuyên thệ nhậm chức vào ngày 21 tháng 1 năm 2021.[53]

| Giám đốc Tình báo quốc gia | Giám đốc Tình báo quốc gia | Giám đốc Tình báo quốc gia | Giám đốc Tình báo quốc gia                                                                       | Giám đốc Tình báo quốc gia |
| Chân dung                  | Tên                        | Ngày sinh                  | Tiểu sử                                                                                          | Nguồn                      |
| -------------------------- | -------------------------- | -------------------------- | ------------------------------------------------------------------------------------------------ | -------------------------- |
|                            | Avril Haines               | 27 tháng 8 năm 1969        | - Phó Cố vấn An ninh Quốc gia (2015–2017) - Phó Giám đốc Cơ quan Tình báo Trung ương (2013–2015) | [ 14 ]                     |

### Đại diện Thương mại
Đại diện Thương mại là thành viên cấp Nội các kể từ năm 1974, thời điểm bắt đầu nhiệm kỳ tổng thống của Gerald Ford.
- Phiên điều trần của Ủy ban Tài chính được tổ chức vào ngày 25 tháng 2 năm 2021 và được nhất trí thông qua vào ngày 3 tháng 3 năm 2021. Cuộc bỏ phiếu hoà giải được triệu tập với tỷ lệ phiếu 98–0 vào ngày 16 tháng 3 năm 2021. Được Thượng viện phê chuẩn với tỷ lệ phiếu 98–0 vào ngày 17 tháng 3 năm 2021 và tuyên thệ nhậm chức vào ngày 18 tháng 3 năm 2021.[54] Katherine Tai, ứng cử viên cho chức vụ này, là thành viên Nội các duy nhất được phê chuẩn với không một sự phản đối (2 thượng nghị sĩ còn lại, Bernie Sanders và Mazie Hirono đều ủng hộ bà nhưng vắng mặt nên không bỏ lá phiếu của mình)

| Đại diện Thương mại | Đại diện Thương mại | Đại diện Thương mại | Đại diện Thương mại | Đại diện Thương mại |
| Chân dung           | Tên                 | Ngày sinh           | Tiểu sử | Nguồn               |
| ------------------- | ------------------- | ------------------- | --- | ------------------- |
|                     | Katherine Tai       | 18 tháng 3 năm 1974 | - Cố vấn Thương mại trưởng Ủy ban Cách thức và Phương tiện (2017–2021) - Cố vấn Thương mại cho Ủy ban Cách thức và Phương tiện (2014–2017) - Cố vấn trưởng về thực thi Thương mại Trung Quốc, Văn phòng Cố vấn chung Đại diện Thương mại (2011–2014) | [ 14 ]              |

### Đại sứ Hoa Kỳ tại Liên Hợp Quốc
Đại sứ Hoa Kỳ tại Liên Hợp Quốc trước đây đã từng ở trong Nội các từ năm 1953 đến năm 1989, năm 1993 đến năm 2001 và năm 2009 đến năm 2018.
- Phiên điều trần của Ủy ban Đối ngoại được tổ chức vào ngày 27 tháng 1 năm 2021 và được thông qua với tỷ lệ phiếu 18–4 vào ngày 4 tháng 2 năm 2021. Cuộc bỏ phiếu hoà giải được triệu tập với tỷ lệ phiếu 75–20 vào ngày 22 tháng 2 năm 2021. Được Thượng viện phê chuẩn với tỷ lệ phiếu 78–20 vào ngày 23 tháng 2 năm 2021 và đảm nhận chức vụ sau khi xuất trình giấy ủy nhiệm vào ngày 25 tháng 2 năm 2021.[55]

| Đại sứ Hoa Kỳ tại Liên hợp quốc | Đại sứ Hoa Kỳ tại Liên hợp quốc | Đại sứ Hoa Kỳ tại Liên hợp quốc | Đại sứ Hoa Kỳ tại Liên hợp quốc | Đại sứ Hoa Kỳ tại Liên hợp quốc |
| Chân dung                       | Tên                             | Ngày sinh                       | Tiểu sử | Nguồn                           |
| ------------------------------- | ------------------------------- | ------------------------------- | --- | ------------------------------- |
|                                 | Linda Thomas-Greenfield         | 22 tháng 11 năm 1952            | - Trợ lý Ngoại trưởng phụ trách các vấn đề châu Phi (2013–2017) - Tổng Giám đốc Sở Ngoại vụ Hoa Kỳ (2012–2013) - Đại sứ Hoa Kỳ tại Liberia (2008–2012) | [ 14 ] [ 56 ]                   |

### Chủ tịch Hội đồng Cố vấn Kinh tế
Vị trí này trước đó đã nằm trong Nội các từ năm 2009 đến năm 2017.
- Phiên điều trần của Ủy ban Ngân hàng, Gia cư và Các vấn đề Đô thị được tổ chức vào ngày 28 tháng 1 năm 2021 và được nhất trí thông qua vào ngày 4 tháng 2 năm 2021. Cuộc bỏ phiếu hoà giải được triệu tập với tỷ lệ phiếu 94–5. Được Thượng viện phê chuẩn với tỷ lệ phiếu 95–4 vào ngày 2 tháng 3 năm 2021 và tuyên thệ nhậm chức ngày 12 tháng 3 năm 2021.[57]

| Chủ tịch Hội đồng Cố vấn Kinh tế | Chủ tịch Hội đồng Cố vấn Kinh tế | Chủ tịch Hội đồng Cố vấn Kinh tế | Chủ tịch Hội đồng Cố vấn Kinh tế                                                                                    | Chủ tịch Hội đồng Cố vấn Kinh tế |
| Chân dung                        | Tên                              | Ngày sinh                        | Tiểu sử | Nguồn                            |
| -------------------------------- | -------------------------------- | -------------------------------- | --- | -------------------------------- |
|                                  | Cecilia Rouse                    | 18 tháng 12 năm 1963             | - Hiệu trưởng Trường Công lập và Quốc tế Princeton (2012–2021) - Thành viên của Hội đồng Cố vấn Kinh tế (2009–2011) | [ 14 ]                           |

### Quản lý Cơ quan Doanh nghiệp Nhỏ
- Phiên điều trần của Ủy ban Doanh nghiệp nhỏ và Doanh nhân được tổ chức vào ngày 3 tháng 2 năm 2021 và được thông qua với tỷ lệ phiếu 15–5 vào ngày 24 tháng 2 năm 2021. Cuộc bỏ phiếu hoà giải được triệu tập với tỷ lệ phiếu 80–18. Được Thượng viện phê chuẩn với tỷ lệ phiếu 81–17 vào ngày 16 tháng 3 năm 2021 và tuyên thệ nhậm chức ngày 17 tháng 3 năm 2021.[58]

| Quản lý Cơ quan Doanh nghiệp Nhỏ | Quản lý Cơ quan Doanh nghiệp Nhỏ | Quản lý Cơ quan Doanh nghiệp Nhỏ | Quản lý Cơ quan Doanh nghiệp Nhỏ | Quản lý Cơ quan Doanh nghiệp Nhỏ |
| Chân dung                        | Tên                              | Ngày sinh                        | Tiểu sử | Nguồn                            |
| -------------------------------- | -------------------------------- | -------------------------------- | --- | -------------------------------- |
|                                  | Isabel Guzman                    | 1971                             | - Giám đốc Văn phòng Biện lý Doanh nghiệp Nhỏ (2019–2021) - Phó Tổng Giám đốc và Cố vấn Cấp cao của Quản trị viên Cơ quan Doanh nghiệp Nhỏ (2009–2017) | [ 59 ] [ 60 ]                    |

### Giám đốc Văn phòng Chính sách Khoa học và Công nghệ và Cố vấn Khoa học cho Tổng thống
Biden lần đầu tiên nâng vị trí này lên hàng Nội các, nhấn mạnh tầm quan trọng của khoa học trong chính quyền của ông.

#### Đề cử lần đầu
Vai trò của ông với tư cách là Cố vấn Khoa học cho Tổng thống không cần sự phê chuẩn của Thượng viện và ông bắt đầu đảm nhiệm vai trò này vào ngày 25 tháng 1 năm 2021.
- Phiên điều trần của Ủy ban Thương mại, Khoa học và Vận tải được tổ chức vào ngày 29 tháng 4 năm 2021 và được thông qua với tỷ lệ phiếu 22-6 vào ngày 20 tháng 5 năm 2021. Được Thượng viện phê chuẩn bằng giọng nói vào ngày 28 tháng 5 năm 2021 và tuyên thệ nhậm chức ngày 2 tháng 6 năm 2021.[63]
- Thông báo từ chức vào ngày 7 tháng 2 năm 2022, có hiệu lực vào ngàu 18 tháng 2 năm 2022.[64]

| Giám đốc Văn phòng Chính sách Khoa học và Công nghệ | Giám đốc Văn phòng Chính sách Khoa học và Công nghệ | Giám đốc Văn phòng Chính sách Khoa học và Công nghệ | Giám đốc Văn phòng Chính sách Khoa học và Công nghệ                                                                | Giám đốc Văn phòng Chính sách Khoa học và Công nghệ |
| Chân dung                                           | Tên                                                 | Ngày sinh                                           | Tiểu sử | Nguồn                                               |
| --------------------------------------------------- | --------------------------------------------------- | --------------------------------------------------- | --- | --------------------------------------------------- |
|                                                     | Eric Lander                                         | 3 tháng 2 năm 1957                                  | - Giám đốc Viện Broad (2004–2021) - Đồng Chủ tịch Hội đồng Cố vấn Khoa học và Công nghệ của Tổng thống (2009–2017) | [ 61 ] [ 65 ]                                       |

#### Đề cử lần hai
| Giám đốc Văn phòng Chính sách Khoa học và Công nghệ | Giám đốc Văn phòng Chính sách Khoa học và Công nghệ | Giám đốc Văn phòng Chính sách Khoa học và Công nghệ | Giám đốc Văn phòng Chính sách Khoa học và Công nghệ                                                                              | Giám đốc Văn phòng Chính sách Khoa học và Công nghệ |
| Chân dung                                           | Tên                                                 | Ngày sinh                                           | Tiểu sử | Nguồn                                               |
| --------------------------------------------------- | --------------------------------------------------- | --------------------------------------------------- | --- | --------------------------------------------------- |
| không khung                                         | Arati Prabhakar                                     | 2 tháng 2 năm 1959                                  | - Giám đốc Viện Tiêu chuẩn và Công nghệ Quốc gia (1993–1997) - Giám đốc Cơ quan Nghiên cứu Dự án Nâng cao Quốc phòng (2012–2017) |                                                     |

### Chánh Văn phòng Nhà Trắng
Chánh Văn phòng Nhà Trắng theo truyền thống là nhân viên cấp cao nhất của Nhà Trắng. Trách nhiệm của chánh văn phòng là cả quản lý và cố vấn về công việc kinh doanh chính thức của Tổng thống. Chánh Văn phòng được bổ nhiệm và phục vụ theo ý muốn của tổng thống, không yêu cầu Thượng viện phê chuẩn. Người được bổ nhiệm vào Nội các đầu tiên được Biden công bố chính là Chánh Văn phòng Nhà Trắng Ron Klain.
| Chánh Văn phòng Nhà Trắng | Chánh Văn phòng Nhà Trắng | Chánh Văn phòng Nhà Trắng | Chánh Văn phòng Nhà Trắng | Chánh Văn phòng Nhà Trắng |
| Chân dung                 | Tên                       | Ngày sinh                 | Tiểu sử | Nguồn                     |
| ------------------------- | ------------------------- | ------------------------- | --- | ------------------------- |
|                           | Ron Klain                 | 8 tháng 8 năm 1961        | - Điều phối viên ứng phó với Ebola của Nhà Trắng (2014–2015) - Tham mưu trưởng cho Phó Tổng thống Joe Biden (2009–2011) - Tham mưu trưởng cho Phó Tổng thống Al Gore (1995–1999) | [ 14 ]                    |